# Liste der Straßennamen von Wien/Ottakring
Liste der Straßen, Gassen und Plätze des 16. Wiener Gemeindebezirks Ottakring
| Historische Straßennamen – Literatur – Weblinks |

## A

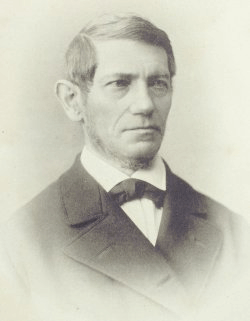
Carl Ferdinand von Arlt

- Abelegasse (Ottakring), 1856 benannt nach dem Gastwirt Thomas Abele (1798–1869), Gemeinderat. Hieß um 1783 Feldweg und ab 1835 Untere Hauptstraße.
- Adolf-Czettel-Gasse (Ottakring), 1998 benannt nach dem Politiker Adolf Czettel (1924–1988), Präsident der Arbeiterkammer Wien (1976–1988). Er war Mitglied des Wiener Landtags und Gemeinderats (1969–1976, SPÖ) und Abgeordneter zum Nationalrat (1979–1988); 1984 wurde er zum Präsidenten des Hauptverbandes der Österreichischen Sozialversicherungsträger gewählt. Im Historikerbericht Straßennamen Wiens seit 1860 als „Politische Erinnerungsorte“ aus dem Jahr 2013 ist die Straße Gruppe C (demokratiepolitisch relevante biographische Lücken) zugeordnet.[1]
- Agricolagasse (Ottakring), 1936 benannt nach dem Maler und Kupferstecher Karl Agricola (1779–1852); er übersiedelte als 14-Jähriger 1793 von Karlsruhe nach Wien und blieb hier sein Leben lang. Sein künstlerischer Schwerpunkt lag auf Portraitminiaturen in Aquarell und Öl. Er zählte nicht zu den führenden Meistern seiner Zeit, war aber bei Kaiserhof, Adel und Bürgertum sehr beliebt und viel beschäftigt.[2]
- Albrechtskreithgasse (Ottakring), 1888 benannt nach einem Flurnamen. Der Name Albertsgeräut wurde bereits 1267 urkundlich erwähnt; vermutlich wurde die Gegend einst von einem Albrecht gerodet.
- Am Predigtstuhl (Ottakring), 1971 benannt nach dem Flurnamen. Der Stadtplan bezeichnete schon 1912 die dortige Anhöhe nordöstlich des Schlosses Wilhelminenberg bis zur Wilhelminenstraße, am östlichen Hang des Gallitzinberges (volkstümlich: Wilhelminenberg) gelegen, als Predigtstuhl.
- Ameisbachzeile (Ottakring), 1925 benannt nach dem Ameisbach; er entspringt am Steinhof und mündet in den Wienfluss. 1908 wurde der Bach großteils eingewölbt.
- Ammerweg (Ottakring), 1953 benannt nach der mit den Finken verwandten Vogelfamilie der Ammern.
- An der Scheibenwiese (Ottakring), 1905 benannt nach einer alten Ortsbezeichnung. Die Gegend diente einst als Holzlagerstätte der Bauern.
- Anton-Geiger-Weg (Ottakring), 2001 benannt nach dem Beamten Anton Geiger (1882–1970), Leiter des Arbeitsamtes Ottakring, Gewerkschafter (SPÖ); vorher nichtamtlich.
- Arltgasse (Ottakring), 1887 benannt nach dem Chirurgen und Ophthalmologen Ferdinand von Arlt (1812–1887), Professor für Augenheilkunde an der Universität Wien (1856–1883), Leiter der Augenklinik. Durch Anwendung der Pathologie, Physiologie und Histologie auf die Augenheilkunde wurde er einer der Begründer dieses Fachs als eigenständige Wissenschaft. Sein Lehrbuch „Die Krankheiten des Auges für practische Ärzte“ (3 Bände, 1851–1856) fand weltweite Verbreitung.[3]
- Arnethgasse (Ottakring), 1894 benannt nach dem Archäölogen und Numismatiker Joseph von Arneth (1791–1863), Direktor des Münz- und Antikenkabinetts (ab 1840), Professor der Numismatik und Altertumskunde an der Universität Wien (ab 1841). Er wurde durch zahlreiche Schriften über Numismatik, Archäologie und Kunstgeschichte bekannt. Die Gasse hieß davor Wagnergasse.
- Auf der Schottenwiese (Ottakring), 1923 benannt nach einem Flurnamen.

## B

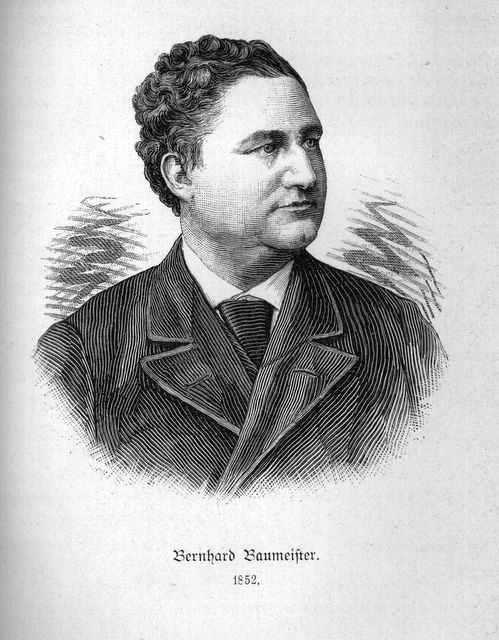
Bernhard Baumeister

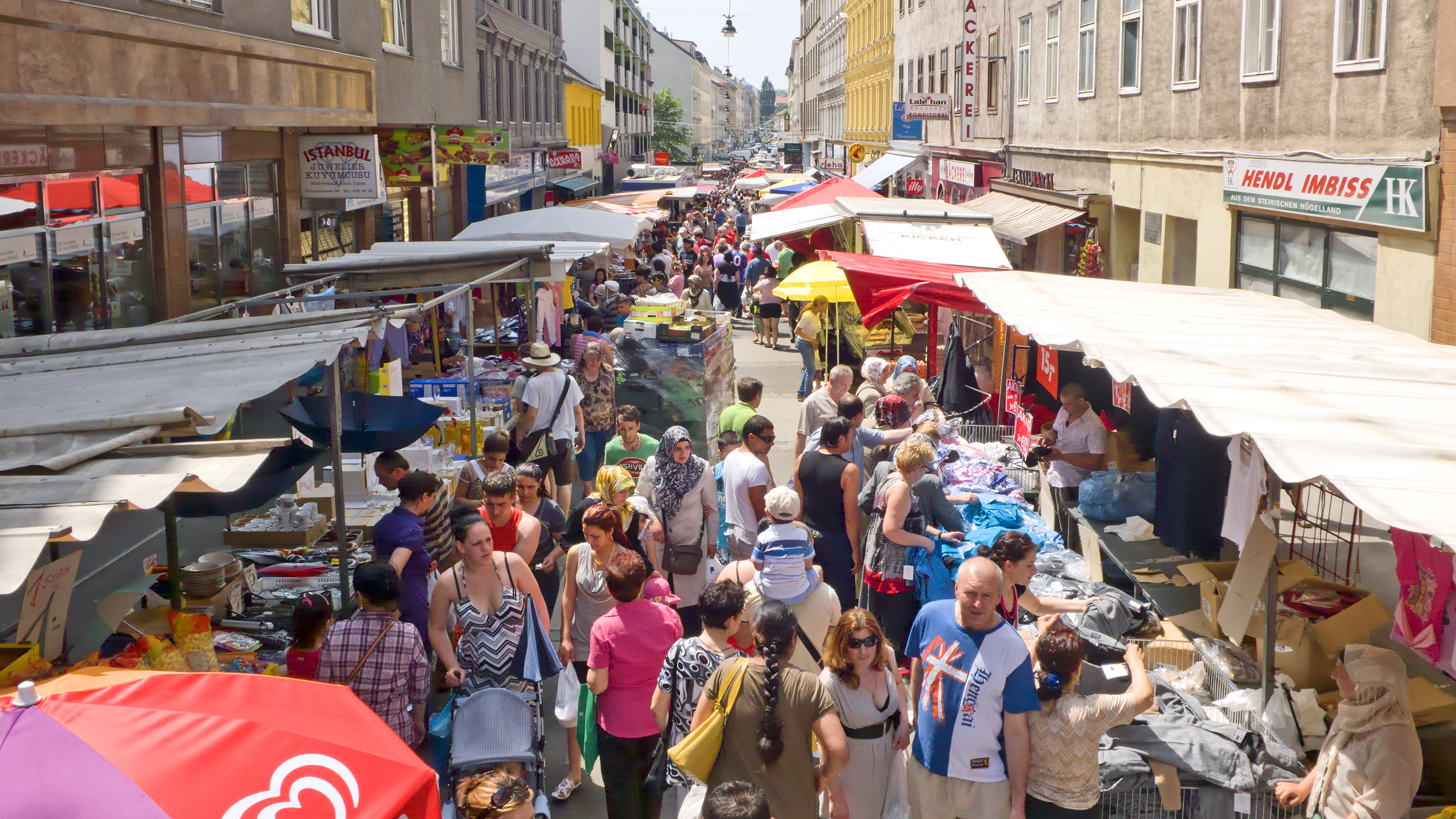
Brunnengasse mit Brunnenmarkt

- Bachgasse (Ottakring), 1864 benannt nach dem Ottakringerbach, der am Gallitzinberg entspringt und in den Wienfluss mündet. 1847 wurde er teilweise, 1881 so gut wie ganz eingewölbt. Die Gasse hieß davor Am Liebhartsgraben.
- Baldiagasse (Ottakring), 1893 benannt nach dem Baumeister Ferdinand Baldia (1818–1869), Gemeinderat in Ottakring.
- Baumeistergasse (Ottakring), 1920 benannt nach dem Burgschauspieler Bernhard Baumeister (eigentlich Bernhard Baumüller, 1827–1917); er kam 1852 von Hannover und Oldenburg an das Wiener Hofburgtheater und wurde auf Lebzeiten engagiert. Anfangs spielte er Naturburschen und Bonvivants, später übernahm er meist ältere humoristische Rollen (Falstaff, Götz, Petruchio etc.) Insgesamt hatte er 6.299 Auftritte in 494 verschiedenen Rollen. Die Gasse hieß davor Roterdstraße.
- Beringgasse (Ottakring), 1904 benannt nach dem Geistlichen Gottfried Bering (1700–1777), Pfarrer von Hernals.
- Bertoligasse (Neulerchenfeld), 1883 benannt nach Franz Basilius [Francesco Basilio] Bertoli (1782–?) aus venezianischer Familie, Seidenfabrikant auf dem Schottenfeld. Nach dem Einmarsch der französischen Armee 1809 erhob sie von den Gemeinden eine „Kontribution“, eine Kriegssteuer zum Unterhalt der französischen Truppen. Bertoli borgte der Gemeinde Neulerchenfeld den Betrag und verhinderte dadurch die Plünderung des Ortes durch die Franzosen (Fassadenmalerei am Haus Nr. 3). Die Gasse hieß davor Krebsgasse.
- Blumberggasse (Ottakring), ca. 1850 benannt nach der Schneiderfamilie Blumberg, die seit 1839 den „Blumberghof“ auf Nr. 13 besaß.
- Blümelhubergasse (Ottakring), 1936 benannt nach dem Bildhauer und Stahlschneider Michael Blümelhuber; er gründete 1910 in Steyr ein Meisteratelier und brachte die Technik des Stahlschnitts auf künstlerische Höhe. Seine Arbeiten wurden auf der Weltausstellung Paris 1900 international beachtet. Der Stahlschnitt – auch Stahlgravur genannt – ist eine Weiterentwicklung der Handgravurtechnik. Das Hauptaugenmerk liegt auf der plastischen, dreidimensionalen Gestaltung des Stahls. Diese Arbeitstechnik hatte ihren Ursprung in der Entwicklung der Werkzeugstahltechnologie im 17. Jahrhundert. Zu Beginn wurden mit dieser Technik Gebrauchsgegenstände und Waffen gefertigt und veredelt. Erst Blümelhuber fertigte in dieser Technik auch Kunstgegenstände an.[4]
- Brestelgasse (Ottakring), 1883 benannt nach dem Mathematiker und Politiker Rudolf Brestel (1816–1881), Assistent an der Wiener Sternwarte, Lektor der Mathematik an der Universität Wien; er setzte sich in der Revolution von 1848/1849 im Kaisertum Österreich für freiheitliche Ideale ein, wurde des Amts enthoben und schlug eine journalistische und politische Laufbahn ein. 1861 wurde er in den Landtag von Niederösterreich gewählt und war Abgeordneter zum österreichischen Reichsrat (1864–1881). Von 1867 bis 1870 war er k.k. Finanzminister im sogenannten Bürgerministerium, das anfangs von Karl von Auersperg geleitet wurde.
- Brunnengasse (Neulerchenfeld, Ottakring), 1873 benannt nach einem ehemaligen Brunnen in dieser Gasse. Kaiser Joseph II. bewilligte der Gemeinde Neulerchenfeld die Benützung der Hofwasserleitung zur Versorgung des Ortes mit Trinkwasser. Ecke Brunnengasse und Neulerchenfelder Straße wurde ein öffentlicher Auslaufbrunnen errichtet („Monumentalbrunnen“), der von 1786 bis 1871 bestand. Das Bassin wurde aus Platzgründen 1871 in die Grundsteingasse verlegt; der Obelisk mit Reliefbild des Kaisers stand 1880–1918 auf dem Hofferplatz. Die Gasse hieß davor Untere Zwerchgasse und Elisabethgasse.
- Brüßlgasse (Ottakring), 1883 benannt nach Franziska Brüssel (auch Brüßl, 1793–1855); sie vermachte der Pfarre Neuottakring testamentarisch 18.000 Gulden. Mit diesem Geld wurde der Ottakringer Kirchenbaufonds gegründet, der nach Eingang weiterer Spenden den Bau der Neuottakringer Kirche (1894–1898) ermöglichte.[5]

## C
- Chlumberggasse (Ottakring), 1959 benannt nach dem Schriftsteller Hans Chlumberg (1897–1930); seine Dramen sind zwischen Naturalismus und bürgerlichem Theater angesiedelt. Für das pazifistisch ausgerichtete Stück „Wunder um Verdun“' diente der Erste Weltkrieg als Stoffvorlage. Im Jahr 1930 starb er im Alter von 33 Jahren, nachdem er bei einer Theaterprobe in den Orchestergraben gestürzt war.

## D

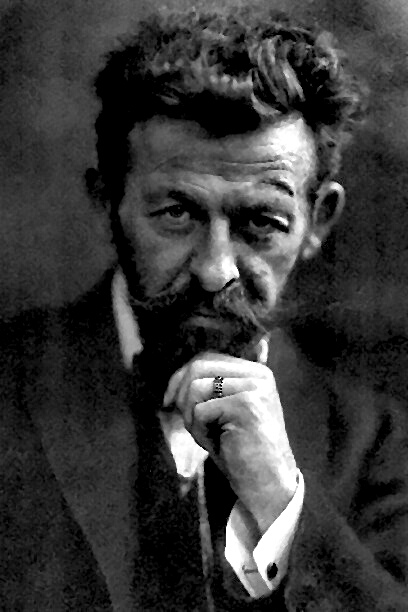
Richard Dehmel

- Dampfbadgasse (Ottakring), 1894 benannt nach dem Katharinenbad, einem vom Industriellen Johann Schuberth 1884 als Volksbad errichteten Dampfbad. Die Gasse hieß davor Schubertgasse.
- Degengasse (Ottakring), 1868 benannt nach der altansässigen Familie Degen; Ferdinand Degen (1831–1889) war Gemeinderat und gründete die Ottakringer Feuerwehr.
- Dehmelgasse (Ottakring), 1930 benannt nach dem deutschen Schriftsteller Richard Dehmel (1863–1920); er galt in der Zeit vor dem Ersten Weltkrieg als einer der bedeutendsten deutschsprachigen Lyriker. Berühmte Komponisten wie Richard Strauss, Max Reger, Arnold Schönberg, Heinrich Kaspar Schmid und Kurt Weill vertonten seine Gedichte oder wurden durch diese zu Kompositionen angeregt.
- Deinhardsteingasse (Ottakring), 1894 benannt nach dem Hofburgtheater-Vizedirektor, Schriftsteller, Literaturkritiker und Dramaturgen Johann Ludwig Deinhardstein (1790–1859); schriftstellerisch trat er vor allem als Dramatiker hervor, der elegante, heitere Stücke mit geschichtlichem Hintergrund schuf. Seine Dramen gewannen durchaus den Applaus des Publikums, waren aber hinsichtlich ihres literarischen Wertes massiver Kritik ausgesetzt. Die Gasse hieß ursprünglich Auf der Schanze und ab 1853 Rittergasse.
- Demuthgasse (Ottakring), 1936 benannt nach dem Opernsänger Leopold Demuth (1861–1910); er wirkte als Bariton an der Wiener Hofoper. Er feierte insbesondere in Werken von Wolfgang Amadeus Mozart, Giuseppe Verdi und Richard Wagner Erfolge. Zahlreiche Gastspiele führten ihn unter anderem 1889 zu den Bayreuther Festspielen. Zwischen 1902 und 1909 nahm Demuth zahlreiche Schallplatten auf. Siehe auch Dustmannweg, Maternaweg, Richard-Wagner-Platz, Scariaweg und Schmedesweg. Die Gasse hieß von 1938 bis 1945 Strigelgasse.
- Dettergasse (Ottakring), 1884 benannt nach dem Baumeister Leopold Detter (1821–1867), Gemeinderat in Ottakring; er erbaute 1852 das Schulhaus beim Weißen Kreuz und 1856 das Armenhaus.
- Dinsfüßlweg (Ottakring), 1970 benannt nach Hans Dinsfüßl (Lebensdaten unbekannt); er war um 1550 der erste Schulmeister in Ottakring.
- Dustmannweg (Ottakring), 1936 benannt nach der deutschen Opernsängerin Louise Dustmann-Meyer (1831–1899); sie wirkte von 1857 bis 1881 als Sopran an der Wiener Hofoper. Neben den Opern von Christoph Willibald Gluck, Wolfgang Amadeus Mozart und Carl Maria von Weber sang sie immer wieder in denen von Richard Wagner; sie wurde vor allem als Interpretin von Wagner-Opern bekannt. Siehe auch Demuthgasse, Maternaweg, Richard-Wagner-Platz, Scariaweg und Schmedesweg.

## E
- Eckmüllnergasse (Ottakring), 1894 benannt nach Lorenz Eckmüllner († 1663), Ortsrichter von Ottakring (1650–1655). In der Eckmüllnergasse befand sich bis 1900 das Amtshaus des 16. Bezirks. Die Gasse hieß davor Krongasse.
- Eduard-Hanslick-Gasse (Ottakring), 1932 benannt nach dem Musikhistoriker und Musikkritiker Eduard Hanslick (1825–1904); Professor für Ästhetik an der Universität Wien (ab 1862), Inhaber des ersten Lehrstuhls für Geschichte der Musik. Hanslick war einer der einflussreichsten Musikkritiker seiner Zeit. Er betrachtete die Musik der Wiener Klassik, etwa die Mozarts und Beethovens, als Höhepunkt der musikalischen Entwicklung und sah in Robert Schumann und Johannes Brahms würdige Nachfolger. Der so genannten Neudeutschen Schule um Franz Liszt und Richard Wagner stand er kritisch gegenüber.
- Effingergasse (Ottakring), 1888 benannt nach Pauline Baronin von Effinger-Wildegg (geb. Feronce von Rothenkreutz, 1808–1905), Erzieherin der Fürstin Wilhelmine Montlèart-Sachsen-Curland, nach der der Wilhelminenberg, das Schloss Wilhelminenberg, das Wilhelminenspital, die Wilhelminenstraße, die Montleartstraße und die Curlandgasse in Ottakring bzw. Hernals benannt sind. Nach Pauline von Effinger-Wildegg ist auch der Paulinensteig in Ottakring und die Paulinengasse in Währing benannt. Die Gasse hieß vorher Montléartgasse.
- Eisnergasse (Ottakring), 1894 benannt nach dem Gastwirt Georg Eisner (1803–1858), Ortsrichter und Bürgermeister von Ottakring. Die Gasse hieß davor Leopoldigasse.
- Enenkelstraße (Ottakring), 1894 benannt nach dem Patrizier, Dichter und Chronisten Jans der Enikel (auch Jan Enenkel; † nach 1302); er verfasste die „Weltchronik“ (ca. 1280), eine Geschichte der Welt in etwa 30.000 mittelhochdeutschen Versen und das „Fürstenbuch“ (ca. 1280–1290) mit 4.000 Versen. Die Weltchronik gilt als sehr interessanter Zeuge zum Geschichtsbild des 13. Jahrhunderts sowie zum Selbstverständnis der Wiener Bürger. Das Fürstenbuch ist der erste Versuch einer Geschichte der Stadt Wien; hier findet sich auch die früheste Erwähnung der österreichischen Farben rot-weiß-rot. Die Straße hieß davor Breitenseer Straße.
- Engilgasse (Ottakring), 1971 benannt nach Engil von Ottakringe (Lebensdaten unbekannt), Besitzer des Freihofs Ottakring im 13. Jahrhundert.
- Erdbrustgasse (Ottakring), 1883 benannt nach einem Flurnamen, der schon 1524 urkundlich erwähnt wurde; Erdbrust bezeichnete eine Bodenerhebung.

## F
- Familienplatz (Ottakring), 1992 benannt nach der Pfarrkirche Neuottakring „Zur Heiligen Familie“, die in den Jahren 1894 bis 1898 in neugotischem Stil erbaut wurde. Im Türfeld des Hauptportals befindet sich das Relief „Zur Heiligen Familie“ von Josef Tautenhayn, auch als Symbol für zahlreiche Generationen von Familien, die bis heute in diesem Gotteshaus feiern. Der Platz hieß ursprünglich Stephanieplatz, 1919–1934 Bebelplatz und 1934–1992 Kernstockplatz.
- Feßtgasse (Ottakring), 1856 benannt nach dem Fleischhauer Jakob Feßt (1778–1858), der hier Grund parzellieren und das erste Haus errichten ließ.
- Flötzersteig (Ottakring), 1894 benannt; Bezeichnung für einen alten Verkehrsweg, der vom Alsergrund quer durch Ottakring über die südlichen Ausläufer des Gallitzinbergs nach Hütteldorf und zum Wienfluss führt. Von hier wanderten die Flötzer (Flößer) nach Abladen ihrer Fracht zu Fuß nach Hause. Die Straße hieß davor Hütteldorfer Straße.
- Franz-Eichert-Weg (Ottakring), 1932 benannt nach dem Bahnbeamten, Dichter und Journalisten Franz Eichert (1857–1926), Redakteur bei verschiedenen Zeitungen. Eichert war Mitglied des „Gralbundes“, eines Vereins katholischer Schriftsteller in Österreich, und gab ab 1906 die Zeitschrift „Der Gral“ heraus. Er verfasste damals viel gelesene religiöse Gedichte.[6]
- Franz-Peyerl-Gasse (Ottakring), 1907 benannt nach dem Oberlehrer und Wohltäter Franz Peyerl (1810–1881).
- Friedmanngasse (Neulerchenfeld, Ottakring), 1882 benannt nach Alexander Friedmann (1838–1882), Gemeinderat und Landtagsabgeordneter. Die Gasse hieß ursprünglich Quergasse, danach Schellhammerplatz und Am Exerzierplatz.
- Friedrich-Kaiser-Gasse (Ottakring), 1894 benannt nach dem Schriftsteller und Schauspieler Friedrich Kaiser (1814–1874); er verfasste rund 150 Theaterstücke, hauptsächlich Lustspiele und Volksstücke des Alt-Wiener Volkstheaters, die meist am Theater an der Wien oder am Carltheater aufgeführt wurden. Zu Nestroys Zeit war Kaiser einer der wichtigsten Theaterschriftsteller Wiens. Seine Bemühungen um das ernste Volksstück hat Ludwig Anzengruber weitergeführt. Die Gasse hieß davor Lange Gasse.
- Fröbelgasse (Neulerchenfeld), 1883 benannt nach dem Pädagogen Friedrich Fröbel (1782–1852), Schüler von Johann Heinrich Pestalozzi; er entwickelte ein modernes, strukturiertes System der Kindererziehung. Freies Bewegen, Spielen, Singen und praktische Arbeit wie zum Beispiel Gartenarbeit oder die Arbeit mit Holz zählten zum Konzept. Ins Zentrum seiner Pädagogik stellte Fröbel dabei das Spiel als typisch kindliche Lebensform und seinen Bildungswert. Er stiftete 1840 die erste Kinderbetreuungsstelle in Deutschland und erfand dafür den Namen „Kindergarten“.
- Fuchsenlochweg (Ottakring), 1976 benannt nach einer Volksmundbezeichnung des Gebietes. Im Volksmund wurde das in der Baumeistergasse (von der der heutige Fuchsenlochweg abzweigt) gelegene Gasthaus Leo Schaffhaubt „altes Fuchsenloch“ genannt, abgeleitet von „Fuchsen“, was volkstümlich für Kleingauner verwendet worden ist, weil das als Spelunke (Räuberhöhle) verrufene Gasthaus als Gaunertreff galt.[7]
- Funkengerngasse (Ottakring), 1905 benannt nach einem Riednamen; als Gern bezeichnete man eine schmale Weingartenparzelle.

## G

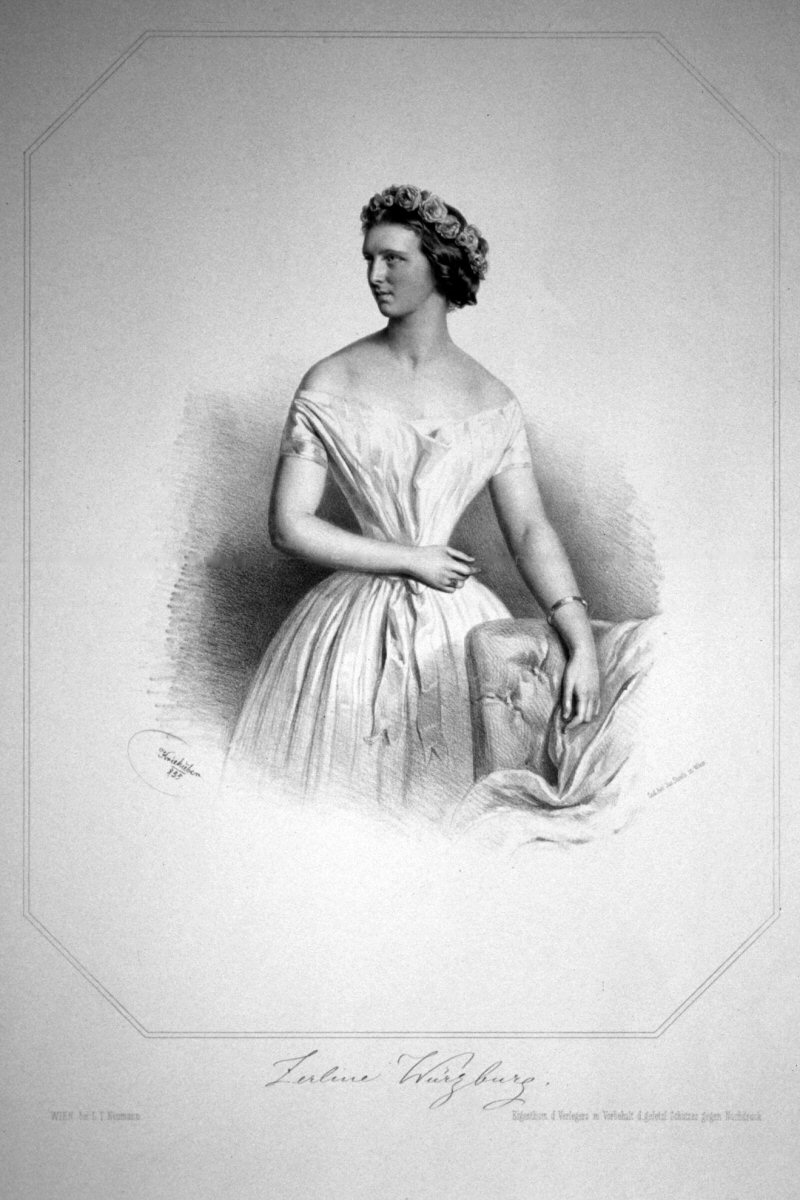
Zerline Würzburg, 1855 20 Jahre alt und seit zwei Jahren am Burgtheater; im Jahr darauf heiratete sie Ludwig Gabillon

- Gabillongasse (Ottakring), 1920 benannt nach dem Schauspieler-Ehepaar Ludwig Gabillon (1825–1896) und Zerline Gabillon (1834–1892); die beiden gehörten zu den berühmtesten Schauspielern ihrer Zeit. Mit einem Repertoire von rund 300 Rollen avancierte Ludwig Gabillon während seines 42 Jahre dauernden Engagements am Burgtheater zu dessen bekanntestem Charakterdarsteller. Für die von Gabillon verkörperten Helden prägte sich in der Theaterwissenschaft der Begriff der sogenannten Gabillonrollen ein. Zerline Gabillon hatte schon im Alter von 15 Jahren in Hamburg debütiert und wirkte wie ihr Mann ab 1853 am Burgtheater. Sie spielte oft weibliche Intrigantinnen und ränkevolle Frauen; wegen ihrer pointierten Rede und ihres roten Haares war sie für diese Rollen prädestiniert.
- Gablenzgasse (Neulerchenfeld, Ottakring), 1894 benannt nach General Ludwig von Gablenz; im Deutschen Krieg (1866) wurde er Kommandant des X. österreichischen Armeekorps, mit dem er in der Schlacht bei Trautenau das I. preußische Armeekorps in einer zehnstündigen Schlacht schlug. Es war dies die einzige gewonnene Schlacht in dem von Österreich verlorenen Krieg. Siehe auch den Trautenauplatz im 19. Bezirk Döbling. Die Gasse hieß davor Burggasse und Marc-Aurel-Gasse.
- Gallitzinstraße (Ottakring), 1883 benannt nach dem russischen Diplomaten Fürst Dmitri Michailowitsch Golizyn (auch Gallitzin, 1721–1793), Gesandter (ab 1762) bzw. Botschafter (ab 1784) Russlands in Wien. Er verhandelte mit Österreich erfolgreich die Erste Teilung Polens, die seinem Land ebenso wie Österreich und Preußen großen Landgewinn brachte. 1780 erwarb er weite Besitzungen, Wald und Hutweiden, am Predigtstuhl genannten Berg in Ottakring, der bald nach ihm (und später auch amtlich) Gallitzinberg genannt wurde. 1785 ließ er sich dort ein Sommerschlösschen erbauen, an dessen Stelle heute das Schloss Wilhelminenberg steht. Die vom dicht verbauten Teil Ottakrings zum Berghang führende Straße, an der sich der Ottakringer Friedhof befindet, hieß davor teilweise Nadenweg.
- Ganglbauergasse (Ottakring), 1886 benannt nach Kardinal Erzbischof Cölestin Josef Ganglbauer (1817–1889); er gründete den Allgemeinen Wiener Kirchenbauverein, um in den Arbeiterbezirken Wiens neue Kirchen zu errichten. Durch seine Unterstützung konnte Anton Maria Schwartz 1889 die Kongregation der Kalasantiner gründen, die sich die Arbeiterseelsorge zur Aufgabe gemacht hatte. Er förderte auch den Kirchengesang, die Kirchenmusik und das katholische Vereinswesen. Sein Vorgänger war Johann Rudolf Kutschker (siehe die Kutschkergasse im 18. Bezirk Währing), sein Nachfolger war Anton Josef Gruscha (siehe den Gruschaplatz im 14. Bezirk Penzing).
- Gansterergasse (Ottakring), 1856 benannt nach Unternehmer Matthias Gansterer (1802–1865), Besitzer einer Ziegelbrennerei. Er eröffnete 1840 das zweite Ottakringer Kaffeehaus (das erste eröffnete Paul Wurlitzer, siehe Wurlitzergasse). An einem seiner Ziegelteiche, dem so genannten „Ganstererteich“, errichtete er eine Badeanstalt; siehe die Teichgasse in Hernals.
- Gaullachergasse (Neulerchenfeld), 1883 benannt nach Josef Gaullacher (1751–1833), Ortsrichter von Neulerchenfeld (1798–1825). Die Gasse hieß ursprünglich Obere Gasse bzw. Obere Hauptgasse und ab 1867 Feldgasse.
- Geblergasse (Ottakring), 1894 benannt nach dem Beamten und Dramatiker Tobias Philipp von Gebler (1726–1786); er stieg zum Staatsrat und Vizekanzler der kaiserlich-königlichen Böhmischen Hofkanzlei auf. Als Schriftsteller geriet er weitgehend in Vergessenheit. Sein relativ erfolgloses Schauspiel Thamos, König in Ägypten ist das einzige Werk des Sprechtheaters, zu dem Wolfgang Amadeus Mozart je Bühnenmusik geschrieben hat.[8]
- Gerunggasse (Ottakring), 1897 benannt nach einem Besitzer des Ottakringer Freihofs um 1230 (weitere Daten unbekannt).
- Gomperzgasse (Ottakring), 1927 benannt nach dem Sprachwissenschaftler und Philologen Theodor Gomperz (1832–1912), Professor für Klassische Philologie an der Universität Wien (1873–1900). Von 1896 bis 1909 publizierte er sein dreibändiges Hauptwerk Griechische Denker. Die Gasse hieß von 1938 bis 1945 Stallergasse.
- Grubergasse (Ottakring), 1900 benannt, Benennung unklar; möglicherweise nach dem Schuldirektor Johann Gruber († 1810), später Professor der Philosophie an der Universität Salzburg. Nach anderen Quellen erfolgte die Benennung nach dem Lehrer und Organisten Franz Xaver Gruber (1787–1863), Komponist des weltweit bekannten Weihnachtsliedes Stille Nacht, heilige Nacht.
- Grüllemeiergasse (Ottakring), 1856 benannt nach dem Fabrikanten Josef Grüllemeier (1812–1871), Gemeinderat; 1848 war er Hauptmann der Bürgergarde.
- Grundsteingasse (Neulerchenfeld), 1883 benannt; 1704 wurde nach der Erbauung des Linienwalls und des ersten Hauses (Nr. 6) der Grundstein zur Ortschaft Neulerchenfeld gelegt. Die Gasse hieß ursprünglich Untere Gasse bzw. Untere Hauptstraße, ab 1867 Gärtnergasse.
- Güpferlingstraße (Dornbach), 1894 benannt nach einem Flurnamen, der schon 1375 erwähnt worden war und sich wahrscheinlich auf eine rundliche Bodenerhebung („Gupf“) bezieht. Die Straße hieß vorher (von Hernals aus gesehen) Ottakringer Straße.
- Gutraterplatz (Ottakring), 1901 benannt nach dem Kunstakademiker und Juristen Gabriel Gutrater (auch Guetrater, * um 1465 Laufen, Salzburg; † 1529 Wien); er war 1500 Rektor der Universität Wien, an der er studiert hatte, 1506–1521 und 1524–1527 Stadtschreiber und 1522–1524, bestellt von Erzherzog Ferdinand, Wiener Bürgermeister.[9]

## H

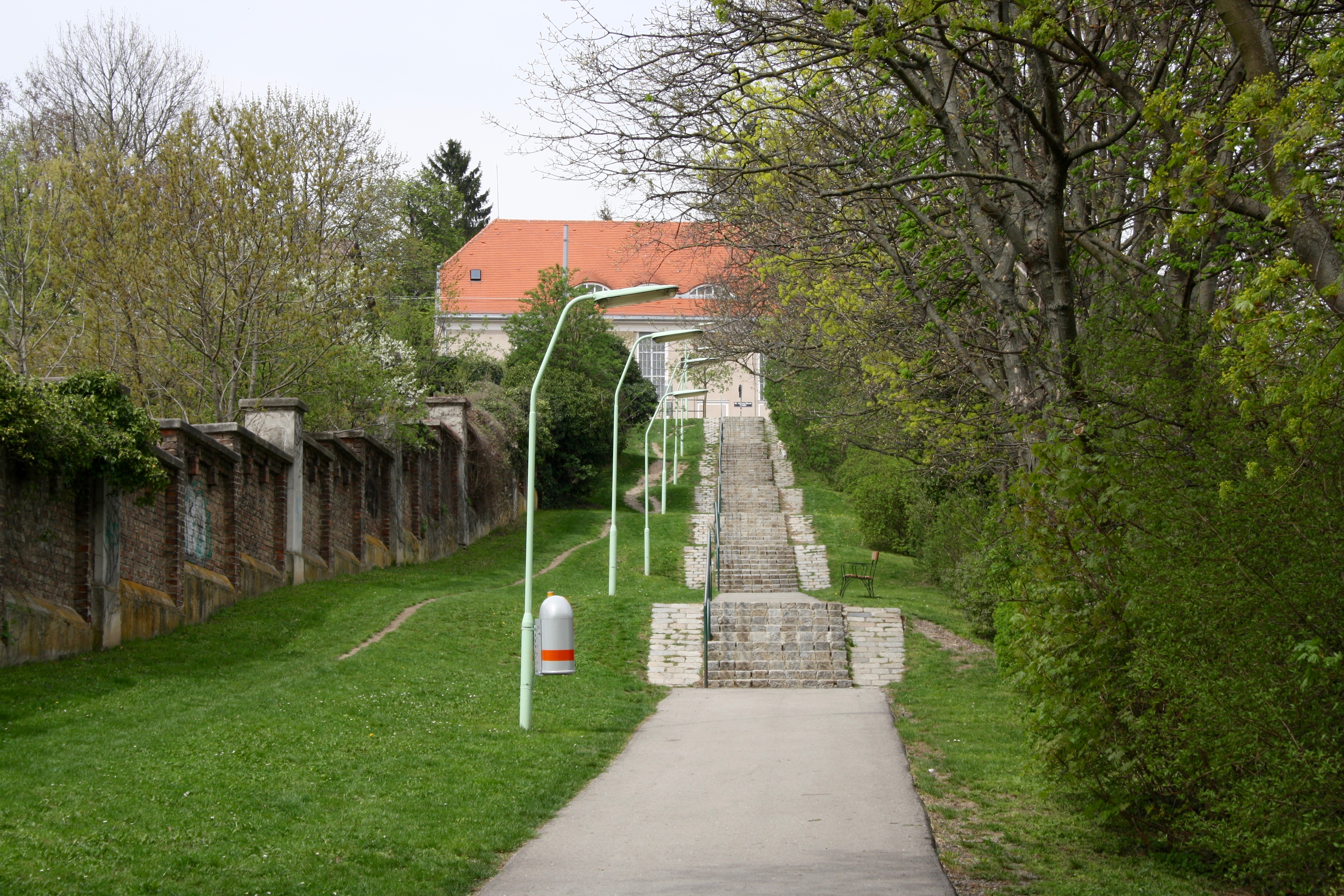
Stiege am oberen Ende des Hansl-Schmid-Wegs

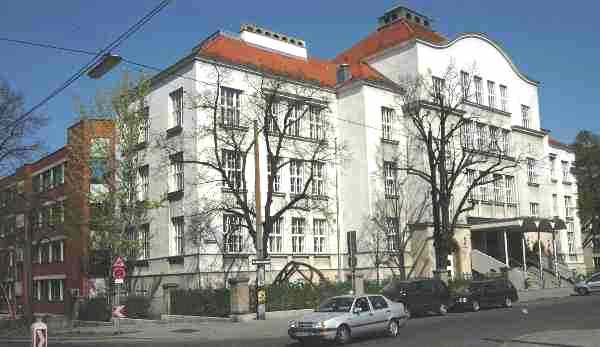
Die ehemalige Komensky-Schule in der Herbststraße

- Haberlgasse (Neulerchenfeld, Ottakring), 1867 benannt nach dem Kaufmann Johann Haberl (1812–1883), Bürgermeister von Neulerchenfeld (1864–1882). Ein Teil der Gasse hieß bis 1959 Reinhartgasse.
- Habichergasse (Neulerchenfeld, Ottakring), 1883 benannt nach Konstantin Habicher (1830–1897), Bezirkshauptmann von Hernals.
- Hansl-Schmid-Weg (Ottakring), 1997 benannt nach dem volkstümlichen Sänger Johann Schmid (1897–1987); er wird häufig als „Der letzte Herr des Wienerliedes“ bezeichnet. Bereits in den 1920er Jahren begann er seine Auftritte in verschiedenen Wiener Heurigen-Lokalen. In den 1950er Jahren eröffnete er sein eigenes Gasthaus, das Konzertcafé Schmid Hansl in Währing.
- Haslingergasse (Ottakring), 1894 benannt nach dem Musikverleger Tobias Haslinger (1787–1842); er führte seinen Verlag, dem eine Druckerei und Notengravuranstalt angeschlossen war, zu internationaler Bedeutung. Hier wurden Werke von Ludwig van Beethoven, Franz Schubert, Louis Spohr, Johann Nepomuk Hummel, Joseph Mayseder, Ignaz Moscheles, Carl Maria von Weber, Wolfgang Amadeus Mozart, Carl Czerny, Muzio Clementi sowie das Gesamtwerk von Johann Strauss (Vater) verlegt. Die Gasse hieß ursprünglich Große Sackgasse, dann Kleine Sackgasse, und schließlich Sterngasse.
- Hasnerstraße (Neulerchenfeld, Ottakring), 1883 benannt nach dem Juristen und Politiker Leopold Hasner von Artha (1818–1891), Professor der politischen Wissenschaften an der Universität Wien (ab 1865). Als Minister für Kultus und Unterricht in der „Bürgerministerium“ genannten k.k. Regierung reformierte er 1868/1869 das österreichische Bildungssystem. Dazu gehörte unter anderem die Unabhängigkeit des Unterrichts von Kirchen und Religionsgemeinschaften, die Einführung der Realschule (1868) und die Schaffung des sogenannten Reichsvolksschulgesetzes 1869 mit konfessionsübergreifendem Gemeinschaftsunterricht. Von Februar bis April 1870 fungierte Hasner als k.k. Ministerpräsident. Die Straße hieß davor Bernardgasse und Gablenzgasse.
- Haydlergasse (Ottakring), 1897 benannt nach Matthias Haydler († 1676), im 17. Jahrhundert Ortsrichter von Ottakring.
- Haymerlegasse (Ottakring), 1894 benannt nach dem Staatsmann und Diplomaten Heinrich von Haymerle (1828–1881), Vertreter Österreich-Ungarns in Athen, Dresden, Frankfurt, Kopenhagen, Berlin, Konstantinopel, Den Haag und Rom. Als k.u.k. Außenminister (ab 1879) bereitete er den Abschluss des Dreibundvertrages mit Deutschland und Italien vor. Die Gasse hieß davor Engerthgasse und von 1938 bis 1945 Adalbert-Schwarz-Gasse.
- Heiderichstraße (Ottakring), 1936 benannt nach Franz Heiderich (1863–1926), Lehrer für Geographie an verschiedenen Schulen, zuletzt Professor an der k.k. Exportakademie (ab 1909). Er verfasste zahlreiche Lehrbücher und Kartenwerke, sein Hauptwerk ist die Geographie des Welthandels (4 Bände, 1910–1921).[10] Die Straße war zuvor dritter Teil der Roterdstraße.
- Heigerleinstraße (Ottakring), 1897 benannt nach dem Bischof und Humanisten Johann Fabri (auch Faber, eigentlich Johann Heigerlin, 1478–1541); er war ab 1523 Diplomat und Ratgeber des Erzherzogs und späteren Kaisers Ferdinand I. 1530 wurde er Bischof von Wien, war als eifriger Prediger tätig und verfasste zahlreiche polemische Schriften gegen die Reformation. Er gründete den Studentenkonvikt „St. Nikolaus“ in Wien und weihte 1531 die nach der ersten Türkenbelagerung wieder aufgebauten Kirchen in Ottakring. Siehe auch den Bischof-Faber-Platz im 18. Bezirk Währing. Sein Nachfolger als Bischof von Wien war Friedrich Nausea; siehe Nauseagasse.
- Heindlgasse (Ottakring), 1888 benannt nach dem Apotheker Johann Baptist Heindl (1821–1885), Gemeinderat in Ottakring.
- Hellgasse (Ottakring), 1894 benannt nach dem Jesuitenpater und Astronomen Maximilian Hell (1720–1792), Direktor der Universitätssternwarte Wien (ab 1755). Er veröffentlichte die astronomischen Tafeln Ephemerides astronomicae ad meridianum Vindobonensem, ein Ephemeriden-Werk in 37 Bänden. In Vardø (Nord-Norwegen) beobachtete er 1769 den Venustransit. Aus den weltweit gesammelten Beobachtungen der Venusdurchgänge von 1761 und 1769 berechnete Hell den Abstand zwischen Sonne und Erde mit 152 Millionen Kilometer (moderner Wert 149,6 Millionen Kilometer). Die Gasse hieß davor Annagasse.
- Herbststraße (Neulerchenfeld, Ottakring), 1883 benannt nach dem Juristen und Politiker Eduard Herbst (1820–1892); im Jahr 1861 wurde er Mitglied des böhmischen Landtags und des österreichischen Reichsrats, wo er sich als Wortführer der Deutschliberalen profilierte. Von 1867 bis 1870 war er k.k. Justizminister im „Bürgerministerium“. Die Straße hieß davor Koflergasse und Marc-Aurel-Straße.
- Hertlgasse (Ottakring), 1897 benannt nach Michael Hertl († 1856), Ortsrichter von Ottakring.
- Heschweg (Ottakring), 1955 benannt nach dem Opernsänger Wilhelm Hesch (1860–1908); seit 1895 war er an der k.k. Hofoper als vielseitiger dramatischer Bass tätig und wurde zum Kammersänger ernannt. Seine Hauptrollen waren Mephisto (in Charles Gounods Oper „Margarete“ nach Goethes „Faust“), Leporello (in Wolfgang Amadeus Mozarts Don Giovanni), Sarastro, Osmin, und andere. Der Weg hieß davor Rosenweg.
- Hettenkofergasse (Ottakring), 1887 benannt nach Thomas Hettenkofer (1821–1886), Gemeinderat in Ottakring.
- Himmelschlüsselweg (Ottakring), 1971 benannt nach der Primeln-Art Himmelschlüssel.
- Hippgasse (Neulerchenfeld), 1873 benannt nach dem Apotheker Johann Hipp (1810–1871), Gemeinderat und Wohltäter.
- Hofferplatz (Neulerchenfeld), 1883 benannt nach dem Baumeister Kaspar Hofer (sic!, 1823–1883), Gemeinderat. Hieß davor Neumayrplatz.
- Hofzinsergasse (Ottakring), 1978 benannt nach dem Zauberkünstler Johann Nepomuk Hofzinser (1806–1875), hauptberuflich Beamter im k.k. Finanzministerium; er gilt als einer der berühmtesten Zauberkünstler des 19. Jahrhunderts, war aber auch durch seine Tätigkeit als Theaterkritiker bekannt. Hofzinser gilt als Vater der modernen Salon- und Kartenmagie. Ihm zu Ehren ist der Salon Hofzinser im Zauberschloss Schönfeld (Dresden) benannt.
- Horvathgasse (Ottakring), 1959 benannt nach dem Schriftsteller Ödön von Horváth (1901–1938); den Kern seines dramatischen Schaffens bilden sozialpolitische Themen. Anhand von Einzelschicksalen verarmter, perspektiveloser Kleinbürger sowie von Frauen in drastischer patriarchaler Abhängigkeit zeichnete er Bilder einer entfremdeten und sozial benachteiligten Gesellschaft (zum Beispiel in „Geschichten aus dem Wiener Wald“). In späteren Arbeiten treten religiöse Fragestellungen hinzu. Horváth setzte sich auch („Italienische Nacht“) mit dem Aufstieg des Faschismus auseinander.
- Hubergasse (Ottakring), 1856 benannt nach dem Baumeister Anton Huber (1818–1874), Wiener Gemeinderat (1867–1874); er errichtete hier die ersten Häuser und gründete die Gasse.
- Huttengasse (Ottakring), 1875 benannt nach dem deutschen Humanisten Ulrich von Hutten (1488–1523); größte Nachwirkung hatte er durch die Begründung eines deutschen Nationalmythos. In seiner Schrift Arminius (1519) feierte er den Sieger der Varusschlacht als „ersten unter den Vaterlandsbefreiern“[11], der „das römische Joch“ abgeworfen und Germanien von der Fremdherrschaft befreit habe. Diese Deutung begeisterte Deutschnationale im 19. und 20. Jahrhundert.
- Hyrtlgasse (Ottakring), 1885 benannt nach Joseph Hyrtl (1810–1894), Professor für Anatomie an der Prager Karls-Universität (1837–1845) und an der Universität Wien (1845–1874). Sein Handbuch der topographischen Anatomie (1853) wurde weltweit zu einem der wichtigsten Lehrbücher an medizinischen Schulen. 1850 begründete er in Wien das Museum für vergleichende Anatomie. Er baute auch das von van Swieten 1745 gegründete Museum für menschliche Anatomie aus.[12]

## J

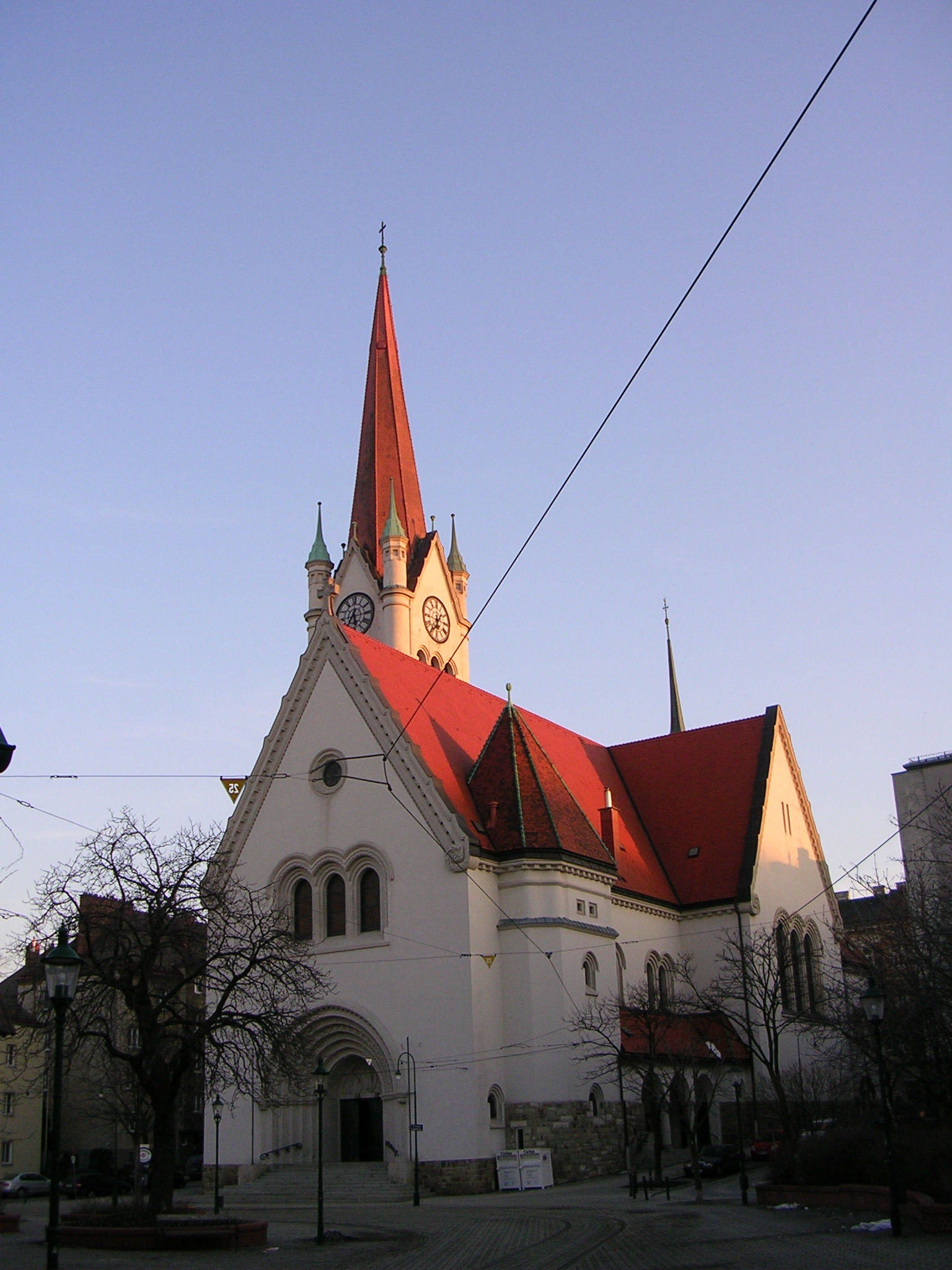
Pfarrkirche Alt-Ottakring in der Johannes-Krawarik-Gasse

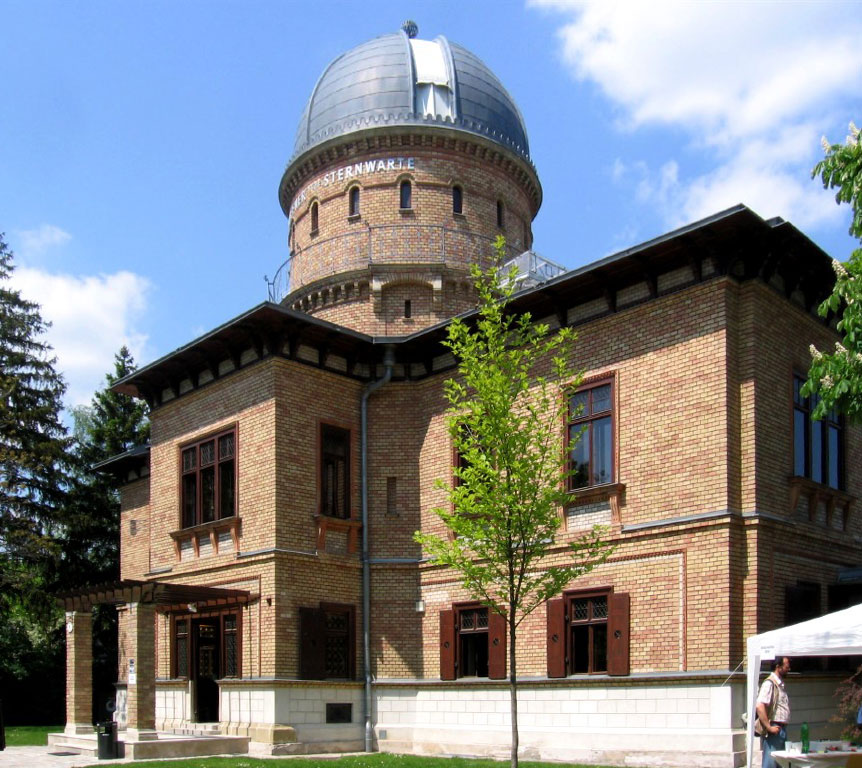
Kuffner-Sternwarte in der Johann-Staud-Straße

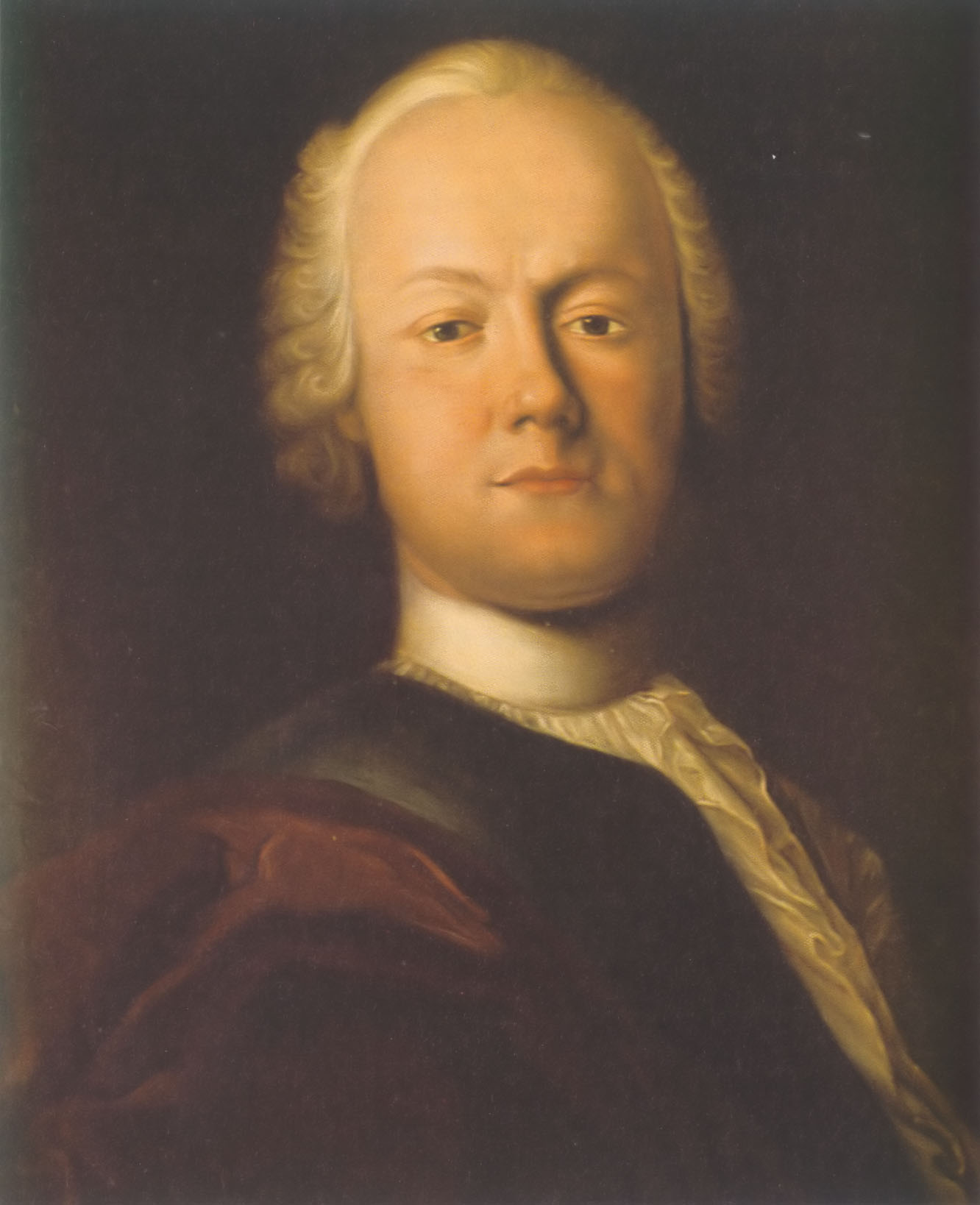
Friedrich Gottlieb Klopstock

- Joachimsthalerplatz (Ottakring), 1928 benannt nach dem Schlossergehilfen Franz Joachimsthaler (1892–1911), Teilnehmer an der Teuerungsrevolte im September 1911, bei der Tausende gegen die für Arbeiter existenzbedrohenden Preisanstiege protestierten. Polizei und Militär schossen in die Menge, dabei wurde Franz Joachimsthaler getötet. Insgesamt gab es drei Tote und 149 Verletzte. Am Ottakringer Friedhof erinnert ein Denkmal an die Opfer der Teuerungsrevolte.
- Johannes-Krawarik-Gasse (Ottakring), 1988 benannt nach Johannes Krawarik (1903–1968), Pfarrer in Ottakring, Domkurat von St. Stephan. Nach einer Messe im Stephansdom zum Rosenkranz-Fest am 7. Oktober 1938, bei dem sich der Priester und der anwesende Kardinal Theodor Innitzer deutlich gegen den Anschluss Österreichs an Deutschland aussprachen, wurde von den ca. 7.000 (oder gar 10.000) anwesenden katholischen Jugendlichen gegen den NS-Terror demonstriert. Als nationalsozialistische Machtdemonstration stürmten und verwüsteten anschließend Mitglieder der Hitlerjugend unter Duldung des Wiener Polizeipräsidenten das Erzbischöfliche Palais. Danach zogen sie weiter zum Curhaus, wo sie Johannes Krawarik aus dem ersten Stock in den Innenhof warfen, wobei er sich beide Beine brach. Die Gasse hieß ursprünglich Schulgassel, danach bis 1894 Kirchengasse und dann bis 1988 Adtlgasse nach Wolfgang Adtl, Pfarrer von Ottakring.
- Johann-Nepomuk-Berger-Platz (Ottakring), 1894 benannt nach dem Rechtsanwalt und Politiker Johann Nepomuk Berger (1816–1870), Mitglied der Frankfurter Nationalversammlung (1848–1849), Mitglied des niederösterreichischen Landtages (1861–1870), Abgeordneter zum Reichsrat (1863–1870), Minister ohne Portefeuille im k.k. „Bürgerministerium“ (1867–1870). Der Platz hieß vorher Marktplatz und 1942–1945 Lerchenfeldplatz.
- Johann-Staud-Straße (Ottakring), 1949 benannt nach dem Politiker Johann Staud (1882–1939), Mitglied der christlichsozialen Partei; er war während des Ständestaates Leiter der staatlich gelenkten Einheitsgewerkschaft (1934–1938) und Präsident der Wiener Arbeiterkammer. Als Gegner des Nationalsozialismus wurde er 1938 verhaftet und starb 1939 im KZ Flossenbürg. Die Straße hieß davor Steinhofstraße.
- Josef-Weinheber-Platz (Ottakring), benannt (Datum unbekannt) nach dem Schriftsteller Josef Weinheber (1892–1945); mit seinen Gedichtausgaben Adel und Untergang wurde er zu einem der angesehensten Lyriker seiner Zeit. Besonders beliebt war der Band Wien wörtlich, der teilweise im Wiener Dialekt geschrieben ist. 1931 trat er der NSDAP bei[13] und wurde zu einem Bestandteil der nationalsozialistischen Kulturpolitik; er wurde von Adolf Hitler in die Gottbegnadeten-Liste aufgenommen. Angesichts des Untergangs des NS-Regimes nahm er sich am 8. April 1945 das Leben. Im Historikerbericht Straßennamen Wiens seit 1860 als „Politische Erinnerungsorte“ aus dem Jahr 2013 ist die Straße Gruppe B (Diskussionsbedarf) zugeordnet.[1]
- Julius-Meinl-Gasse (Ottakring), 1954 benannt nach dem Unternehmer Julius Meinl II. (1869–1944); unter seiner Leitung wurde aus dem einfachen Lebensmittelgeschäft seines Vaters Julius Meinl I. eines der führenden Unternehmen der österreichischen Lebensmittelindustrie. 1912 kaufte die Firma hier, nahe der Vorortelinie, 20.000 m² Grund an und richtete Produktionsstätten (unter anderem für Marmelade) und Lagerräume in großem Stil ein. Im Rahmen seines Konzerns setzte Meinl sozialpolitische Ideen um, die auch für andere Unternehmen maßgebend sein sollten, etwa die Einführung der 5-Tage-Woche im Jahr 1931. Die Gasse hieß vorher Nauseagasse.

## K
- Kallinagasse (Ottakring), 1960 benannt nach der Schauspielerin Anna Kallina (1874–1948); sie spielte 1879 im Alter von fünf Jahren erstmals am Burgtheater in einer Kinderrolle, 1888 wurde sie 14-jährig Mitglied des Burgtheater-Ensembles. Sie spielte in der Folge unter 15 verschiedenen Direktoren unzählige Rollen der klassischen und modernen Literatur.[14]
- Karl-Metschl-Gasse (Ottakring), 1927 benannt nach dem Gewerkschafter Karl Metschl (1864–1924), Begründer der Zentralstelle für Lehrlingsschutz (1906). Gemeinsam mit Ludwig Teleky schuf er eine Beratungsstelle für die Berufswahl und wirkte damit bahnbrechend für die heutigen Berufsberatungsstellen der Arbeitsämter.[15] Siehe auch die Telekygasse im 19. Bezirk Döbling.
- Katharinenruhe (Ottakring), 2002 benannt nach Katharina Kuffner (1862–1933); sie war die Tochter von Ignaz von Kuffner, dem Besitzer der Ottakringer Brauerei und Bürgermeister von Ottakring (1869–1876). Katharina spendete im Jahr 1884 12.500 Gulden für die von ihrem Vater gegründete Kinderbewahrungsanstalt in Ottakring.[16] Siehe auch Kuffnergasse. Der Platz hieß ursprünglich Scheibenplatz, von 1886 bis 1944 Katharinenruhe und von 1944 bis 2002 Liebhartsruhe.
- Kempfengerngasse (Ottakring), 1902 benannt nach einem Flurnamen, der bereits 1364 urkundlich als Kämphl und Kemphengern erwähnt wurde; möglicherweise wurde um dieses Stück Feld gekämpft. Ein Gern ist ein keilförmiges Feldstück.
- Kendlerstraße (Ottakring), benannt (Datum unbekannt) nach Karl von Kendler (1787–1859), Besitzer eines Schlosses in Breitensee.
- Kestnerweg (Ottakring), 1970 benannt nach dem Geistlichen Georg Kestner (Lebensdaten unbekannt), um 1670 Pfarrer von Ottakring.
- Kirchstetterngasse (Neulerchenfeld), 1883 benannt nach Maria Theresia von Kirchstettern (1690–1766), Wohltäterin; sie stiftete 1.000 Gulden für den Hochaltar der Neulerchenfelder Pfarrkirche (1756) und 7.320 Gulden für die Bestellung eines Kaplans (1762). Sie setzte die Kirche zu ihrer Universalerbin ein.[17] Die Gasse hieß um 1732 Obere Zwerchgasse und später Kirchengasse.
- Klausgasse (Ottakring), 1894 benannt nach dem Maler und Grafiker Johannes Klaus (1847–1893); er schuf Naturstudien, Porträts und Stiche. Bekannt wurde er vor allem durch seine qualitativ hochwertigen Kopien bedeutender Gemälde als Radierung.[18]
- Klopstockgasse (Ottakring), 1894 benannt nach dem deutschen Dichter Friedrich Gottlieb Klopstock (1724–1803); er gilt als Begründer der Erlebnisdichtung und des deutschen Irrationalismus. Sein Wirken erstreckte sich über große Teile der Epoche der Aufklärung, speziell der Empfindsamkeit. Des Weiteren gilt Klopstock als ein bedeutender Wegbereiter für die Epoche des Sturm und Drang. Die Gasse hieß vorher Lessinggasse.
- Kollburggasse (Ottakring), 1902 benannt nach Ambros Brassicani von Kollburg (1589–1669), Besitzer des Freihofs Ottakring.
- Konstantingasse (Ottakring), 1883 benannt nach dem römischen Kaiser Konstantin dem Großen (eigentlich Flavius Valerius Constantinus; † 337); historisch bedeutend ist Konstantins Regierungszeit vor allem wegen der von ihm eingeleiteten konstantinischen Wende, mit der der Aufstieg des Christentums zur wichtigsten Religion im Imperium begann.
- Koppstraße (Neulerchenfeld, Ottakring), 1883 benannt nach dem Juristen und Politiker Josef Kopp (1827–1907), Hof- und Gerichtsadvokat; er agierte als glänzender Strafverteidiger in vielen politischen Prozessen. Er war Mitglied des Wiener Gemeinderats (ab 1867) und ab 1873 deutschliberaler Abgeordneter zum Reichsrat. Kopp setzte sich vor allem für eine Reform der Strafprozessordnung, der Zivilprozessordnung und des Presserechts ein. Er gründete 1869 den „Deutschen Verein“, aus dem 1880 der „Deutsche Schulverein“ hervorging.[19] Siehe auch die Weitlofgasse im 18. Bezirk Währing. Die Straße hieß davor in Neulerchenfeld ab 1873 Neustiftgasse und in Ottakring ab 1883 Hauslabgasse. Einer anderen Quelle zufolge wurde die Hauslabgasse erst 1894 in die Koppstraße einbezogen.
- Kreitnergasse (Ottakring), 1894 benannt nach dem Fleischhauer Michael Kreitner (1832–1892), Gemeinderat in Ottakring.
- Kuffnergasse (Ottakring), vor 1870[20] benannt nach dem Unternehmer Ignaz Kuffner (1822–1882, seit 1878 Edler von), Besitzer der Ottakringer Brauerei. Ignaz Kuffner war von 1869 bis 1876 Bürgermeister von Ottakring. Die Gasse hieß von 1938 bis 1946 Plankgasse nach Heinrich Plank, der 1837 die Ottakringer Brauerei gegründet und 1850 an Ignaz Kuffner verkauft hat. Da die Gasse ohne Vorname des Geehrten benannt wurde, wurde der Gassenname später auch als Ehrung seines Sohnes Moriz von Kuffner (siehe auch Kuffner-Sternwarte) betrachtet.
- Kulmgasse (Ottakring), 1884 benannt zur Erinnerung an die Schlacht bei Kulm (in Böhmen, 1813), bei der russische, österreichische und preußische Truppen unter General Friedrich von Kleist ein französisches Heer besiegten. Die Gasse hieß vorher Uniongasse.

## L

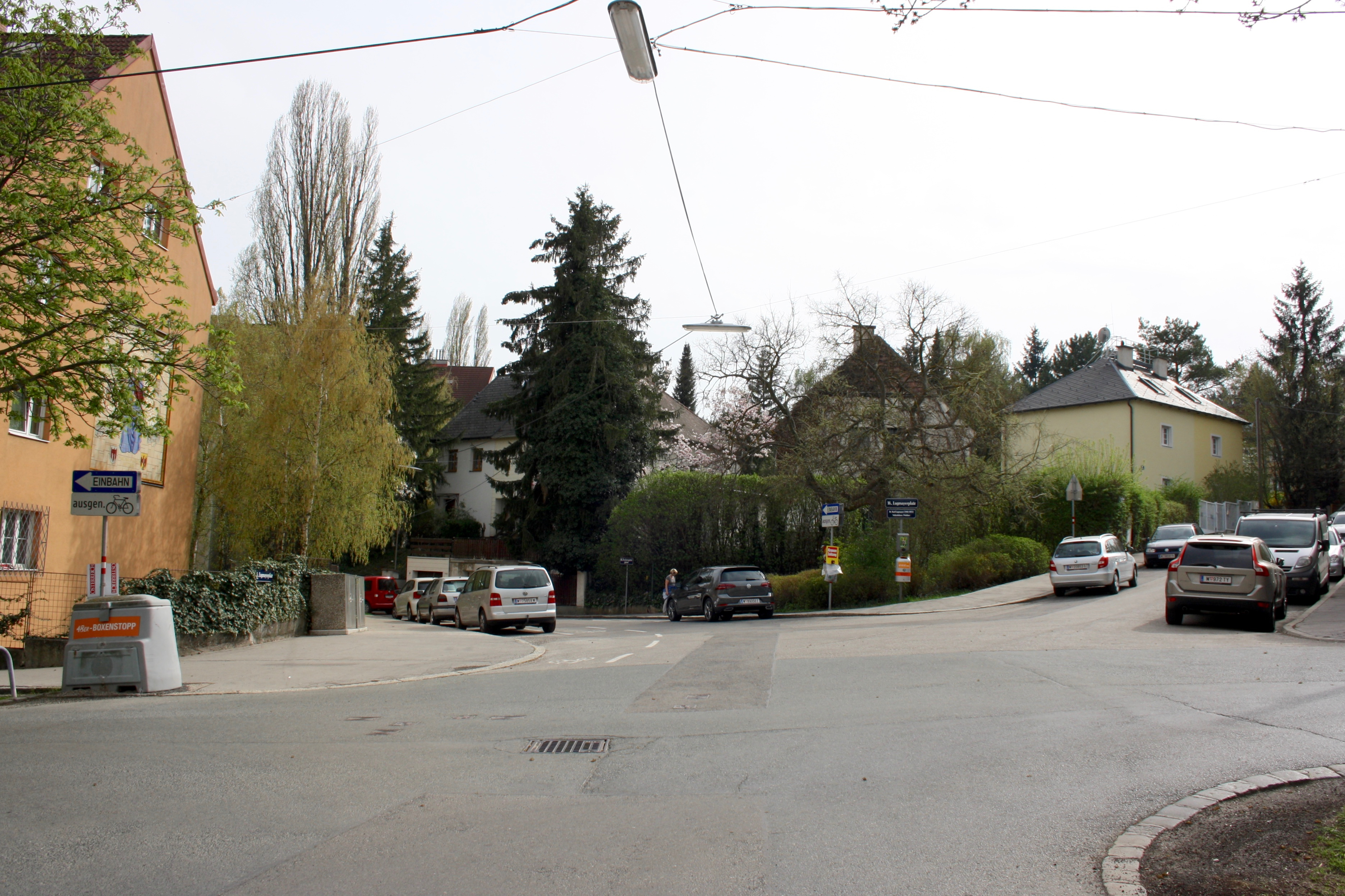
Lugmayerplatz

- Laborweg (Ottakring), 1936 benannt nach dem Komponisten, Organisten und Pianisten Josef Labor (1842–1924). Der von Kindheit an blinde Labor kam 1866 von Hannover nach Wien; hier wirkte er als Klavierlehrer, unter anderem von Arnold Schönberg, Julius Bittner und Paul Wittgenstein. Sein Klavierspiel wurde von der zeitgenössischen Kritik wegen seiner Vollendung und „plastischen Schönheit“ gerühmt. 1904 wurde er „k.k. Hoforganist“.
- Lambertgasse (Ottakring), 1894 benannt nach dem heiligen Lambertus (um 635–705), der Legende nach Bischof von Maastricht. Er war Namenspatron der ältesten Ottakringer Kirche (Lambert- oder Lamprechtskirche), 1230 urkundlich erwähnt und etwa am Ort der heutigen Ottakringer Friedhofskapelle, wo sich auch das Dorf damals befand. 1484 wurde die Kirche durch die Ungarn unter Matthias Corvinus vernichtet, 1529 und 1683 brannten sie die Türken nieder. Die Lamprechtskirche wurde zwar stets wieder aufgebaut, zuletzt aber dem Verfall preisgegeben und 1790 abgerissen, da das Dorf Ottakring nach 1683 an anderer Stelle, im Tal, wiedererstanden war; die Fläche wurde dem Ottakringer Friedhof zugeschlagen. Die Gasse hieß davor Josefigasse.
- Landsteinergasse (Ottakring), 1909 benannt nach dem Priester, Lehrer und Schriftsteller Karl Borromäus Landsteiner (1835–1909), Professor für Deutsch und Geschichte an den Piaristen-Gymnasien in Krems (1864–1869) und Wien (1869–1886), Domherr zu St. Stephan (ab 1880) und Mitglied des erzbischöflichen Konsistoriums, Mitglied des Wiener Gemeinderats (1876–1886). Als Schriftsteller verfasste er vor allem katholische Erzählungen in Wochenzeitungen und Kalendern.[21]
- Lerchenfelder Gürtel (Neulerchenfeld), 1883 benannt zur Wahrung des Namens der ehemals selbstständigen Gemeinde Lerchenfeld, die 1295 erstmals urkundlich erwähnt wurde. Der Name ist entweder auf einen bestandenen Lärchenwald zurückzuführen oder darauf, dass sich der kaiserliche Hof dort mit dem Lerchenfang beschäftigte (im späteren Ortswappen von Lerchenfeld waren beide Thesen vereinigt, es zeigte einen Baum und drei Vögel). Noch wahrscheinlicher ist jedoch eine ältere slawische oder keltische Flur- oder Ortsbezeichnung. Teile der Straße hießen 1800–1894 Pelikangasse, von 1830 bis 1873 Porteplatz und Am Linienwall und von 1883 bis 1894 Gürtelstraße.
- Lewinskygasse (Ottakring), 1920 benannt nach dem Schauspieler Joseph Lewinsky (1835–1907); von 1858 bis an sein Lebensende wirkte er als Schauspieler am Hoftheater, unterbrochen nur von einigen wenigen Gastspielen, unter anderem in Moskau und Sankt Petersburg. Neben seiner hauptsächlichen Arbeit als Schauspieler wirkte er zeitweise auch als Regisseur und trat auf verschiedenen Soiréen als Deklamator[22][23][24] auf. Von dieser Tätigkeit sind auch Tonaufnahmen erhalten.
- Liebhartsgasse (Neulerchenfeld), 1867 benannt nach einem Flurnamen. Der Liebhartsgraben bezeichnete ab dem 14. Jahrhundert die Rinne, über die der Ottakringerbach in den Wienfluss geleitet wurde. Siehe Liebhartstalstraße.
- Liebhartstalstraße (Ottakring), benannt 1875 (als …gasse) nach einem Flurnamen, der schon 1354 als Liebhartsgraben urkundlich erwähnt wurde und zum Liebhartstal führt. Siehe Liebhartsgasse.
- Liebknechtgasse (Ottakring), 1927 benannt nach Wilhelm Liebknecht (1826–1900) und seinem Sohn Karl Liebknecht (1871–1919), beide deutsche Politiker. Wilhelm Liebknecht war einer der Gründerväter der Sozialdemokratischen Partei Deutschlands (SPD). Er wurde während der ersten Jahrzehnte des deutschen Kaiserreichs zu einem der profiliertesten sozialistischen Politiker im Reichstag. Karl Liebknecht war ein prominenter internationalistischer Sozialist und Antimilitarist. Ab 1914 bestimmte er mit Rosa Luxemburg die Linie der Gruppe Internationale (des späteren Spartakusbundes) mit. Zum Jahreswechsel 1918/19 war Liebknecht einer der Gründer der Kommunistischen Partei Deutschlands. Kurz nach der Niederschlagung des Spartakusaufstands wurde er wie Rosa Luxemburg von Freikorps-Soldaten ermordet. Siehe auch die Rosa-Luxemburg-Gasse. Die Gasse hieß ursprünglich Dürauergasse und von 1934 bis 1953 Eberhartgasse.
- Lienfeldergasse (Ottakring), 1899 benannt nach dem Namen einer Weinriede, die bereits 1352 als Lyenfeld erwähnt worden war.
- Lindauergasse (Ottakring), 1894 benannt nach Andreas Lindauer († 1552), Sekretär des späteren Kaisers Ferdinand I., Besitzer des Ottakringer Freihofs. Die Gasse hieß davor Löwengasse und Saillergasse.
- Lobmeyrgasse (Ottakring), 1927 benannt nach dem Unternehmer Ludwig Lobmeyr (1829–1917); er gründete 1823 in Wien das Handelshaus für Glaswaren J. & L. Lobmeyr. Unter seiner Leitung wurde die Firma Hofglaswarenhändler. Sie lieferte Kristalllüster für die Hofburg, für das Schloss Schönbrunn und die bayrischen Königsschlösser. 1882 stattete er mit Thomas Alva Edison die Redoutensäle mit den ersten elektrischen Lustern der Welt aus. Lobmeyr wurde 1887 von Kaiser Franz Joseph I. in das Herrenhaus berufen; das Angebot, um den Adelsstand anzusuchen, schlug er aus. Die Firma ist bis heute im Besitz von Lobmeyrs Nachkommen.
- Loiblstraße (Ottakring), 1960 benannt nach Johann Loibl († 1872), Mitbegründer des Ottakringer Verschönerungsvereins.
- Lorenz-Bayer-Platz (Ottakring), 1905 benannt nach Lorenz Bayer (1826–1894), Gemeinderat in Hernals; der Lorenz-Bayer-Park ist ebenfalls nach ihm benannt. Der Platz hieß 1938–1945 Domesplatz und befindet sich auf dem Areal des einstigen Hernalser Friedhofs.
- Lorenz-Mandl-Gasse (Ottakring), 1887 benannt nach dem Heurigenbesitzer Lorenz Mandl (1800–1882), Gemeinderat in Ottakring.
- Ludo-Hartmann-Platz (Neulerchenfeld), 1925 benannt nach dem Historiker Ludo Moritz Hartmann (1865–1924); er war Leiter der universitären Volksbildungskommission und gründete ab 1900 fünf Volkshochschulen in Wien. Besonders engagierte er sich – gemeinsam mit Emil Reich – für das Volksheim Ottakring. Er war 1919 der erste Gesandte Deutschösterreichs in Berlin und gehörte (angesichts der Absicht des Landes, sich an Deutschland anzuschließen) dem Staats- und Verfassungsausschuss der Weimarer Nationalversammlung als beratendes Mitglied an; mit auf ihn ist die Wahl der schon 1848 auch in Wien verwendeten Farben Schwarz-Rot-Gold als Symbol der Weimarer Republik zurückzuführen. Der Platz hieß 1873–1878 Haberlplatz, dann bis 1901 Koflerplatz, bis 1925 Koflerpark, und 1938–1945 Hans-Schemm-Platz.
- Lugmayerplatz (Ottakring), 1997 benannt nach dem Politiker, Volksbildner und Philosophen Karl Lugmayer (1892–1972), Mitglied des ständestaatlichen Bundeskulturrates (1934–1938), Bundesrat (1945–1959), Vizepräsident und Präsident der Österreichischen Liga für Menschenrechte (1946–1972), Vizepräsident der österreichisch-sowjetischen Gesellschaft (1947–1972), Bezirksparteiobmann der ÖVP Ottakring (ab 1959).

## M

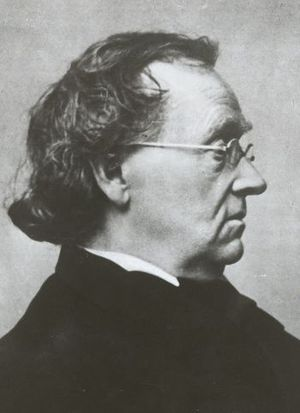
Eduard Mörike

- Maderspergerstraße (Ottakring), 1909 benannt nach dem Schneidermeister Josef Madersperger (1768–1850); er begann 1807 mit Versuchen zur Konstruktion einer Nähmaschine, in die er all seine Ersparnisse und seine ganze Freizeit steckte. Schließlich baute er 1839 eine Nähmaschine, die den Webvorgang nachahmte und mit dem Kettenstich arbeitete. Da Madersperger kein Geld hatte, um eine Fabrik zu bauen, schenkte er sein Nähmaschinenmodell dem k.k. polytechnischen Institut; 1850 starb er völlig verarmt.
- Maroltingergasse (Ottakring), 1891 benannt nach den Bürgern Michael und Andreas Maroltinger (1524 nachgewiesen), weil sie Besitzer des Ottakringer Freihofes, der zeitweise auch Maroltingerhof genannt wurde, gewesen sein sollen. 1985 wurde dies als Irrtum erkannt; die Familie Maroltinger lebte nicht in Ottakring.
- Marschnergasse (Ottakring), 1906 benannt nach Heinrich Marschner (1795–1861); er war ein Komponist der Romantik, Kapellmeister in Dresden und Leipzig und ab 1831 königlicher Hofkapellmeister in Hannover. Seine Opern machten ihn um 1850 zum führenden Opernkomponisten der Zeit und gelten als wichtiges Bindeglied zwischen den Werken Webers und Wagners.
- Maternaweg (Ottakring), 1936 benannt nach der Opernsängerin Amalie Materna (1844–1918); sie wirkte von 1869 bis 1894 an der k.k. Hofoper, danach als Konzertsängerin und Gesangspädagogin. Sie galt als ideale Interpretin der Opern von Richard Wagner, mit dem sie eine intensive Freundschaft verband. Ihre Auftritte bei den Bayreuther Festspielen gelten als die künstlerischen Höhepunkte ihrer Karriere. Materna gab Gastspiele an allen bedeutenden Opernbühnen und feierte unter anderem 1884/1885 an der New Yorker Metropolitan Opera Triumphe.[25] Siehe auch Demuthgasse, Dustmannweg, Richard-Wagner-Platz, Scariaweg und Schmedesweg.
- Matschgasse (Ottakring), 1943 benannt nach dem Maler und Bildhauer Franz Matsch (1861–1942); er fand nach historistischen Anfängen schließlich zum Jugendstil. Sein künstlerisches Schaffen war vielseitig. Er gestaltete neben der Malerei Brunnen und Grabdenkmäler und entwarf Frisuren, Draperien und Kostüme. Als Maler war er neben der Monumentalmalerei Schöpfer von Ölbildern, die thematisch hauptsächlich Landschaften, Stillleben und Porträts umfassten. Sein bekanntestes Werk ist die Ankeruhr am Hohen Markt (1911–1917).
- Matteottiplatz (Ottakring), Hauptplatz des Sandleitenhofs, 1927 benannt nach dem italienischen Politiker Giacomo Matteotti (1885–1924), Generalsekretär der Partito Socialista Unitario (PSU). Er warnte eindringlich vor der Gefahr der Faschisten für die italienische Demokratie und wurde daraufhin von diesen 1924 entführt und ermordet. Dies führte zur so genannten „Matteotti-Krise“ und letztendlich zur Diktatur Mussolinis. Der Platz hieß von 1934 bis 1953 Maulpertschplatz.
- Menzelgasse (Neulerchenfeld), 1873 benannt nach dem Apotheker Karl Menzel (1800–1882), Gemeinderat.
- Michalekgasse (Ottakring), 1943 benannt nach dem Maler, Grafiker und Kupferstecher Ludwig Michalek (1859–1942), Lehrer an der Kunstschule für Frauen und Mädchen und an der Graphischen Lehr- und Versuchsanstalt (1909–1919). Er beteiligte sich an internationalen Kunstausstellungen und wurde vielfach geehrt und ausgezeichnet.[26]
- Mildeplatz (Ottakring), 1884 benannt nach Vincenz Eduard Milde (1777–1853), Bischof von Leitmeritz (1823–1831) und Erzbischof von Wien (ab 1831). Er erwarb sich große Verdienste in der Pädagogik, indem er sich für die verständnisvolle Behandlung straffälliger Jugendlicher sowie für die Erziehung und Anleitung der Schüler zu selbstständiger Arbeit einsetzte. Die wissenschaftlichen Disziplinen der Heil-, Sonder- und Kriminalpädagogik wurden in Österreich von ihm begründet. Bedeutende Impulse der Sozial- und Religionspädagogik gehen auf ihn zurück. Sein Nachfolger war Joseph Othmar von Rauscher; siehe die Rauscherstraße im 2. und 20. Bezirk Leopoldstadt bzw. Brigittenau, die Othmargasse im 20. Bezirk sowie der Kardinal-Rauscher-Platz im 15. Bezirk Rudolfsheim-Fünfhaus.
- Montleartstraße (Ottakring), 1889 benannt nach Fürstin Wilhelmine Montléart-Sachsen-Curland (1820–1895), Eigentümerin von Schloss Wilhelminenberg; 1888 spendete sie 150.000 Gulden zum Bau des Wilhelminenspitals. Dieses Krankenhaus ist ebenso nach ihr benannt wie der Wilhelminenberg, die Wilhelminenstraße in Ottakring und die Curlandgasse in Hernals. Nach ihrer Erzieherin sind der Paulinensteig und die Effingergasse in Ottakring und die Paulinengasse in Währing benannt, nach ihrer Schwiegermutter die Savoyenstraße in Hernals.
- Mörikeweg (Ottakring), 1927 benannt nach dem deutschen Pfarrer und Lyriker Eduard Mörike (1804–1875); er galt lange Zeit als ein typischer Vertreter des Biedermeiers, der die vertraute und enge Heimat besingt. Heute erkennt man das Abgründige in seinem Werk und die Modernität seiner radikalen Weltflucht. Die Arbeiten Mörikes zählen zu den bedeutenden Werken der deutschen Literatur des 19. Jahrhunderts.
- Musilplatz (Ottakring), 1956 benannt nach dem Schriftsteller Robert Musil (1880–1942); bekannt ist er vor allem als Autor des unvollendeten Romans Der Mann ohne Eigenschaften. Im Rahmen der deutschsprachigen Literatur seiner Zeit stellt man Musil nicht selten in eine Reihe mit Hermann Broch, Franz Kafka, Thomas Mann, Elias Canetti und anderen, deren Schreibenergie sich oft ähnlich der Musilschen aus Zusammenbruchserfahrungen nährte, die ebenso persönlich wie epochal waren. Der Platz hieß davor Anzengruberplatz.

## N

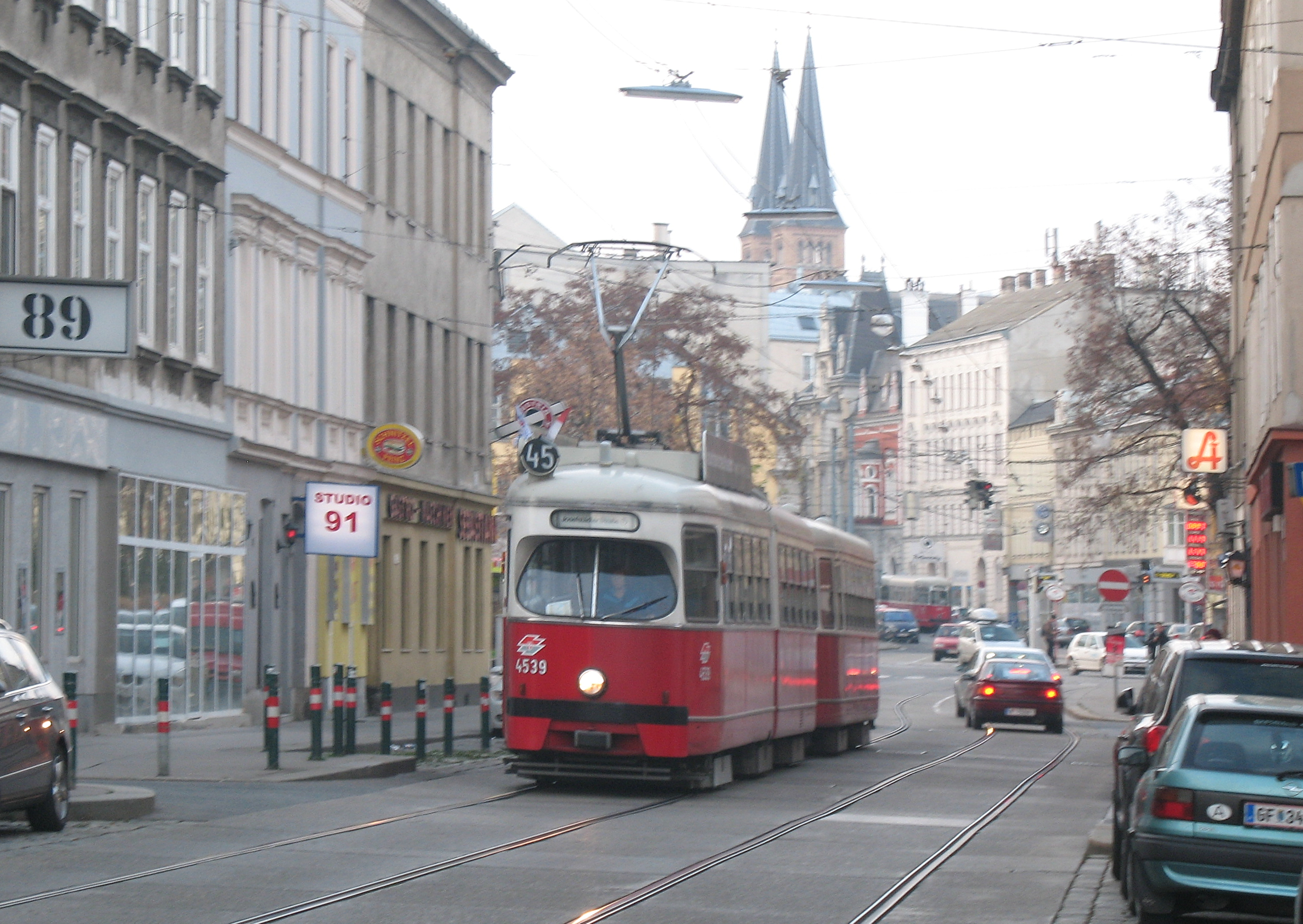
Neulerchenfelder Straße

- Nachtnebelweg (Ottakring), 1971 benannt nach Otto Nachtnebel (1872–1967), sozialdemokratischer Gemeinderat.
- Nauseagasse (Ottakring), 1897 benannt nach Friedrich Nausea (eigentlich Friedrich Grau, um 1496–1552); sein Name leitet sich vom lateinischen Wort nauseo (deutsch: mir graut) ab. Ab 1534 war er Hofprediger Ferdinands I. und wurde 1538 Koadjutor von Johann Fabri, dem er 1541 als Bischof von Wien nachfolgte (bis 1552). Siehe auch den Bischof-Faber-Platz in Währing und die Heigerleinstraße in Ottakring. Nausea vertrat gegenüber den Protestanten eine tolerante Haltung, war für die Verwendung der Volkssprache bei der Messfeier, die Gewährung des Laienkelchs und die Aufhebung des Zölibats.
- Neulerchenfelder Straße (Neulerchenfeld, Ottakring), 1894 benannt nach der ehemaligen Vorstadt Neulerchenfeld, die 1704 durch die Errichtung des Linienwalls entstand, als das Lerchenfeld in Altlerchenfeld und Neulerchenfeld geteilt wurde. Siehe auch Lerchenfelder Gürtel. Die Straße hieß ursprünglich Mittlere Gasse, danach Mittlere Hauptstraße, Neulerchenfelder Hauptstraße und teilweise Eisnergasse.
- Neumayrgasse (Neulerchenfeld), 1873 benannt nach dem Fleischhauer Georg Neumayer (1800–1881), Gemeinderat von Neulerchenfeld; er schenkte der Gemeinde Grund im Gebiet des heutigen Hofferplatzes. Die Gasse hieß davor Zinckgasse.
- Nietzscheplatz (Ottakring), 1927 benannt nach dem deutschen Philosophen, Dichter und klassischen Philologen Friedrich Nietzsche (1844–1900); sein Werk enthält tiefgreifende Kritiken an Moral, Religion, Philosophie, Wissenschaft und Formen der Kunst. Wiederkehrendes Ziel von Nietzsches Angriffen ist vor allem die christliche Moral sowie die christliche und platonistische Metaphysik. Er stellte den Wert der Wahrheit überhaupt in Frage und wurde damit Wegbereiter moderner und postmoderner philosophischer Ansätze. Als sein Hauptwerk gilt „Also sprach Zarathustra“ (1883–1885).
- Nödlgasse (Neulerchenfeld), 1883 benannt nach dem Geistlichen Ernst Nödl (1806–1891), Pfarrer von Neulerchenfeld. Die Gasse hieß davor Wagnergasse.

## O

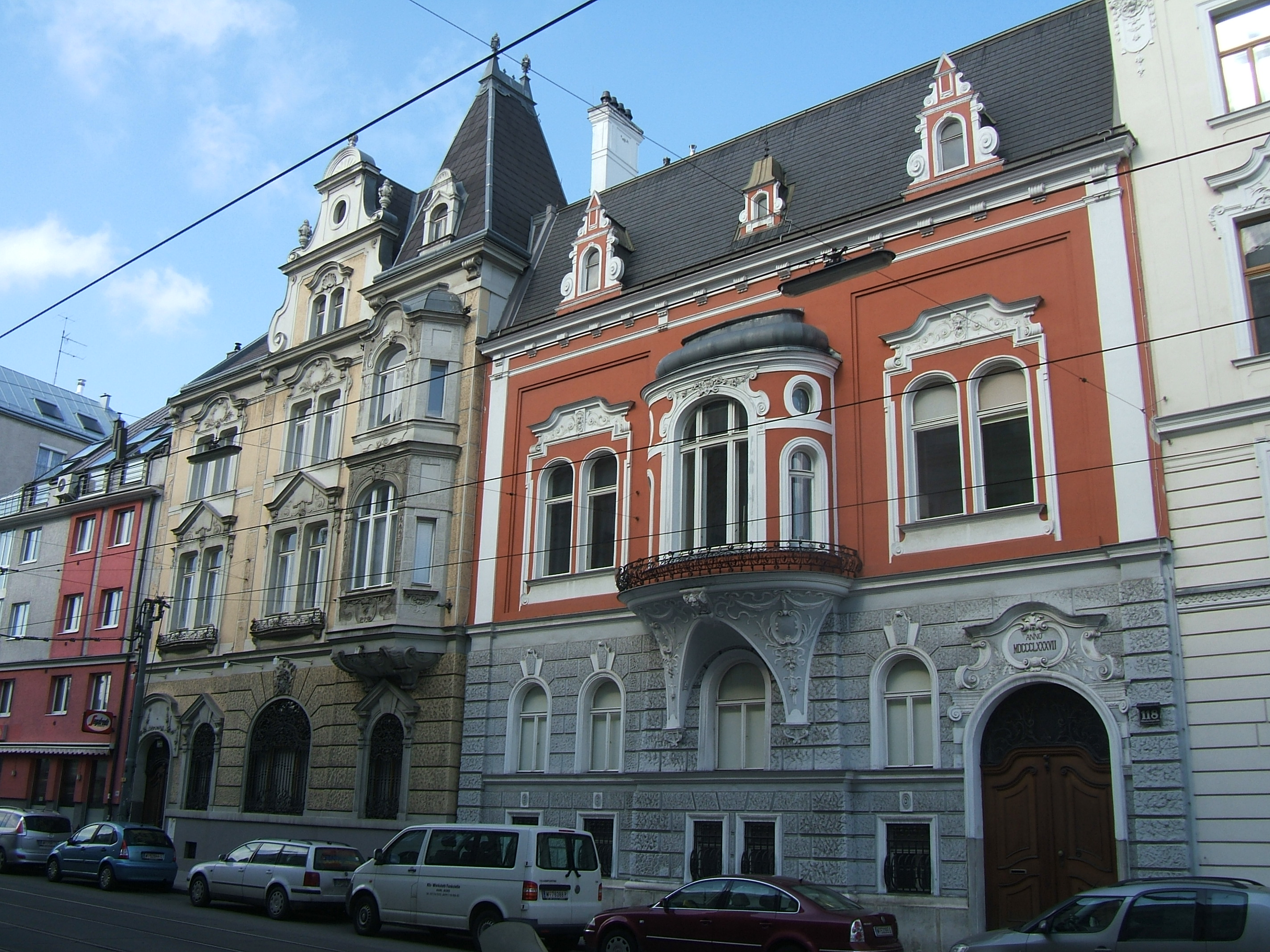
Palais Kuffner in der Ottakringer Straße 118, ehem. Sitz der Inhaberfamilie der gegenüber gelegenen Ottakringer Brauerei

- Oberwiedenstraße (Ottakring), 1919 benannt nach einem Flurnamen. Ein Widem (mittelhochdeutsch) bzw. Wittum bezeichnet unter anderem ein mit einem Kirchenamt verbundenes, zum Unterhalt des Amtsinhabers bestimmtes Vermögen.[27] Die Straße hieß ursprünglich Wilhelminenbergstraße und dann Oberwiedengasse.
- Odoakergasse (Ottakring), 1883 benannt nach dem weströmischen Offizier Odoaker (um 433–493); ab 476 König von Italien (Rex Italiae). Da man Odoaker im 19. Jahrhundert irrtümlicherweise für den Gründer von Ottakring hielt, wurde diese Gasse nach ihm benannt.
- Opfermanngasse (Ottakring), 1983 benannt nach der alteingesessenen Familie Opfermann (Lebensdaten unbekannt), Weinhauer und Gastwirte; die Familie förderte ab 1774 die Entwicklung Ottakrings maßgeblich. Der Name war 1857–1918 für eine nicht mehr bestehende Verkehrsfläche bei der Paltaufgasse in Gebrauch.
- Ottakringer Platz (Ottakring), 2001 benannt nach der ehemals selbstständigen Gemeinde Ottakring; siehe Ottakringer Straße.
- Ottakringer Straße (Ottakring), 1894 benannt zur Wahrung des Namens der ehemals selbstständigen Gemeinde Ottakring, die erstmals Mitte des 12. Jahrhunderts als Otachringen urkundlich erwähnt und 1892 eingemeindet wurde. Die Straße hieß ursprünglich Hauptstraße und danach Ottakringer Hauptstraße. Seit der Westverschiebung der Grenze zum 8. und zum 9. Bezirk an den Hernalser Gürtel, 1905, beginnt die Ottakringer Straße dort mit den Hausnummern 5 und 10. Die Häuserblöcke östlich des Gürtels wurden in die Alser Straße einbezogen.
- Otto-Hötzl-Weg (Ottakring), 2003 benannt nach dem Steinmetz und Bildhauer Otto Hötzl (1876–1956), Kleingartenfunktionär.

## P
- Paletzgasse (Ottakring), 1886 benannt nach dem Geistlichen Emanuel Paletz (1816–1900), Pfarrer von Ottakring (1848–1873) und Hütteldorf (1873–1900); er gründete 1868 die Kinderbewahranstalt in Ottakring.
- Paltaufgasse (Ottakring), 1897 benannt nach Franz Paltauf († 1785), Dorfrichter in Ottakring (1756–1768). Die Gasse hieß zuvor Heugassel.
- Panikengasse (Ottakring), 1888 benannt nach einem alten Flurnamen; die Paniken war ein Pfarracker, auf dem 1837 die Ottakringer Brauerei entstand.
- Paulinensteig (Ottakring), 1886 benannt nach Pauline Baronin von Effinger-Wildegg (geb. Feronce von Rothenkreutz, 1808–1905), Erzieherin der Fürstin Wilhelmine Montlèart-Sachsen-Curland, nach der der Wilhelminenberg, das Schloss Wilhelminenberg, das Wilhelminenspital, die Wilhelminenstraße, die Montleartstraße und die Curlandgasse in Ottakring bzw. Hernals benannt sind. Nach Pauline von Effinger-Wildegg ist auch die Effingergasse in Ottakring und die Paulinengasse in Währing benannt. Der Weg hieß zuvor Paulinenpromenade.
- Payergasse (Ottakring), 1874 benannt nach dem Offizier, Polarforscher, Alpenforscher und Maler Julius von Payer (1841–1915); gemeinsam mit Carl Weyprecht leitete er 1872–1874 die große Österreichisch-Ungarische Nordpolexpedition, die volkstümlich unter dem Namen „Payer-Weyprecht-Expedition“ bekannt ist. Sie führte zur Wiederentdeckung des „Rönnebeck-Landes“ und zu seiner Umbenennung in Franz-Josef-Land. Bei der Namensgebung der Julius-Payer-Gasse im 22. Bezirk, Donaustadt, und der Vega-Payer-Weyprecht-Kaserne im 14. Bezirk, Penzing, wurde ebenfalls seiner gedacht. Nach ihm sind auch die Payerhütte am Ortler in Südtirol, die Payer Tinde in Ostgrönland, das Payer-Land im Süden des König-Wilhelm-Landes und die Payergruppe in Neuschwabenland benannt. Siehe auch die Weyprechtgasse in Ottakring und die Nordpolstraße im 2. Bezirk Leopoldstadt.
- Pelzer Rennweg (Ottakring), Benennungsdatum unbekannt, Benennungsgrund unklar; eventuell nach einer Person namens Pelzer (Lebensdaten unbekannt), einem Jagdgehilfen von Kaiser Matthias. Diese Vermutung basiert auf der Überlieferung, dass bei diesen Jagden der Ausruf „Der Pelzer rennt schon!“ ein geflügeltes Wort gewesen sein soll. Der Weg hieß ursprünglich Teufelsmauer und ab 1887 Plankengasse.
- Pfenninggeldgasse (Ottakring), 1897 benannt nach dem Namen zweier Weingärten, die schon 1373 als Groß-Pfenninggeld und Klein-Pfenninggeld urkundlich erwähnt wurden.
- Pollitzergasse (Ottakring), 1971 benannt nach dem Politiker Johann Pollitzer (1871–1961), Bezirksvorsteher von Ottakring (1919–1934); er bemühte sich um die Beseitigung von Armenvierteln, den Bau kommunaler Wohnhausanlagen und die Errichtung von sozialen Einrichtungen. In seine Zeit fiel der Bau des Ottakringer Bades und des Kongressbades. Nach 1945 wirkte Pollitzer beim Wiederaufbau der SPÖ Ottakring mit.[28]
- Pönningerweg (Ottakring), 1927 benannt nach dem Bildhauer und Medailleur Franz Pönninger (1832–1906); zu seinen Werken zählen unter anderem die lebensgroße Statue des Erzherzogs Karl für die Feldherrenhalle des k.u.k. Waffenmuseums (1871), das Denkmal für Andreas Zelinka im Wiener Stadtpark (1876), das Schiller-Standbild auf dem Schillerplatz (nach einem Entwurf von Johannes Schilling) sowie der Erzherzog-Johann-Brunnen auf dem Grazer Hauptplatz (1878), der als sein Hauptwerk gilt.
- Possingergasse (Ottakring), 1886 benannt nach Ludwig Freiherr Possinger von Choborski (1832–1889), Verwaltungsbeamter in Galizien (1848–1871), Sektionschef im Wiener k.k. Ackerbauministerium (1871–1874), Statthalter von Mähren (1874–1880), Statthalter von Niederösterreich (1880–1889).[29]
- Pschorngasse (Ottakring), 1971 benannt nach dem Lehrer und volkstümlichen Schriftsteller Karl Pschorn (1885–1945); er verfasste Volksstücke und gefühlstiefe Lyrik in der Mundart des niederösterreichischen Mostviertels, machte sich aber auch als Prosadichter einen Namen. 1913 gründete er den „Reichsbund deutscher Mundartdichter“.[30] Ab 1932 war er NSDAP-Mitglied, ab 1939 Mitglied im NS-Lehrerbund. Die Gasse hieß vorher Auf der Schottenwiese. Im Historikerbericht Straßennamen Wiens seit 1860 als „Politische Erinnerungsorte“ aus dem Jahr 2013 ist die Straße Gruppe A (intensiver Diskussionsbedarf) zugeordnet.[1]

## R

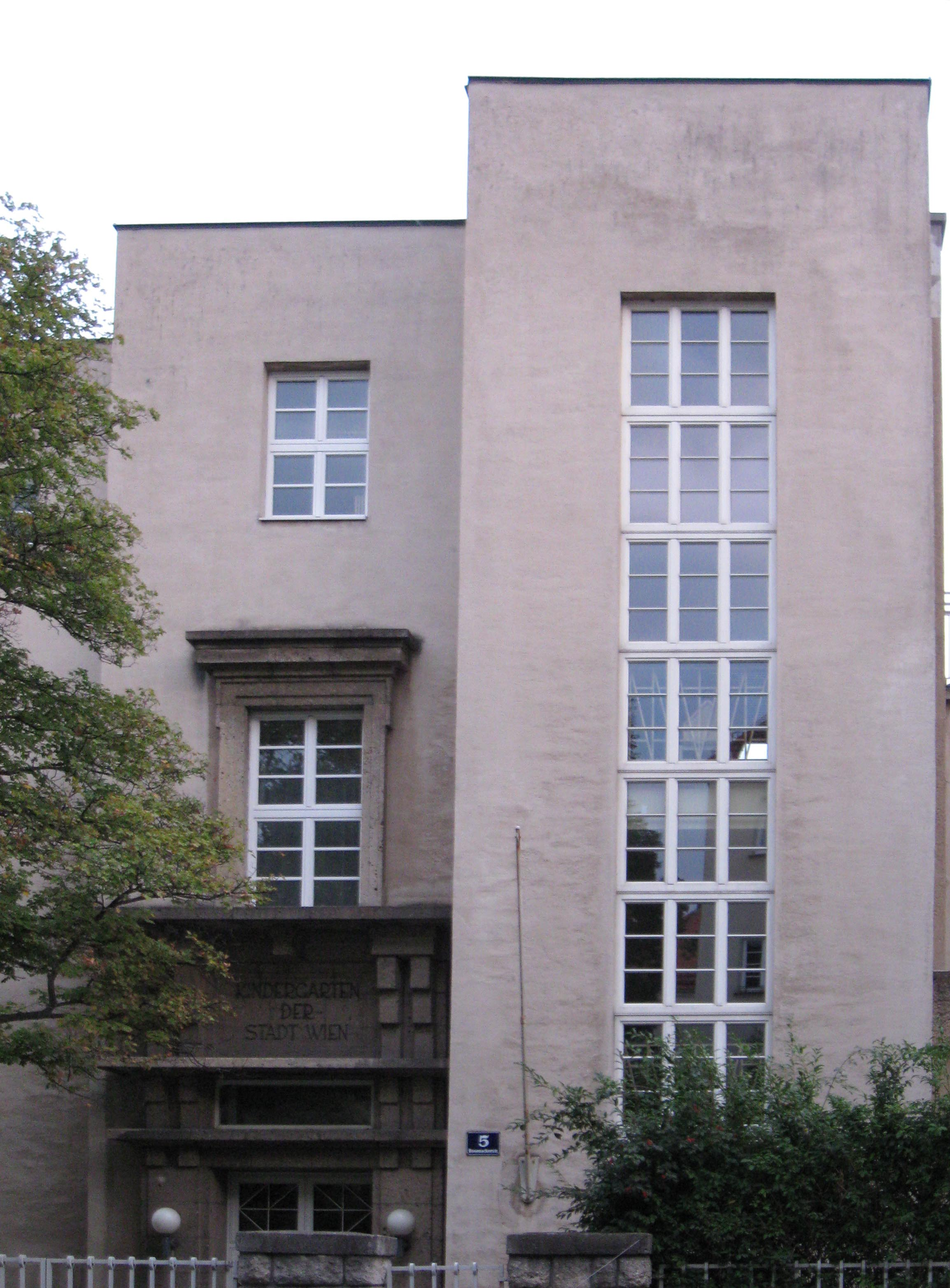
Kindergarten des Sandleitenhofs in der Rosenackerstraße

- Rädtnergasse (Ottakring), 1897 benannt nach Georg Rädtner († 1682), Ortsrichter von Ottakring (1662–1664).
- Rankgasse (Ottakring), 1913 benannt nach dem Journalisten und Schriftsteller Josef Rank (1816–1896); er war im Jahr 1848 Abgeordneter in der Frankfurter Nationalversammlung. 1861 kam er nach Wien zurück, wo er Redakteur der Oesterreichischen Zeitung und Direktionssekretär der k.k. Hofoper wurde. Die Gasse war bis 1913 Teil der Koppstraße, hatte aber seit dem Bau der sie kreuzenden Vorortelinie, eröffnet 1898, keine Verbindung mehr mit dem zentrumsnäheren Teil der Straße und wurde daher umbenannt.
- Redtenbachergasse (Ottakring), 1894 benannt nach dem Zoologen Ludwig Redtenbacher (1814–1876), Professor in Prag (1851–1852), Direktor des Naturhistorischen Museums Wien (ab 1860); er gilt als bedeutendster österreichischer Koleopterologe seiner Zeit. Die Gasse hieß vorher Schottengasse.
- Reichmanngasse (Ottakring), 1936 benannt nach dem Opernsänger Theodor Reichmann (1849–1903), Bariton an der k.k. Hofoper (1883–1889 und 1893–1903), Mitglied des Bayreuther Festspielensembles (1882–1902). Durch seine dämonische Bühnenerscheinung und seine verinnerlichte Darstellung von Heldengestalten war er eine der großen Bühnenpersönlichkeiten seiner Zeit.[31]
- Reizenpfenninggasse (Ottakring), 1910 benannt nach einem alten Flurnamen; wohl nach „reut’s (roden) den Pfennig“, also den Zehent abgeben.
- Ribarzgasse (Ottakring), 1936 benannt nach dem Landschaftsmaler Rudolf Ribarz (1848–1904), Leiter der Abteilung Blumenmalerei an der Wiener Kunstgewerbeschule (1892–1900). Dort pflegte er zuerst die schlichte, verinnerlichte Landschaftsmalerei (Paysage intime) der Franzosen, später eine mehr dekorative Form der Landschaftsdarstellung.
- Richard-Wagner-Platz (Ottakring), 1894 benannt nach dem deutschen Komponisten, Theaterregisseur und Dirigenten Richard Wagner (1813–1883); er gilt als einer der bedeutendsten Erneuerer der europäischen Musik im 19. Jahrhundert. Er veränderte die Ausdrucksfähigkeit romantischer Musik und die theoretischen und praktischen Grundlagen der Oper, indem er dramatische Handlungen als Gesamtkunstwerk gestaltete und dazu Text, Musik und Regieanweisungen schrieb. Als erster Komponist überhaupt gründete er Festspiele, und zwar in dem von ihm geplanten Bayreuther Festspielhaus. Seine Neuerungen in der Harmonik beeinflussten die Entwicklung der Musik bis in die Moderne. Siehe auch Demuthgasse, Dustmannweg, Maternaweg, Scariaweg und Schmedesweg. Der Platz hieß zuvor ab 1883 Goetheplatz. Im Historikerbericht Straßennamen Wiens seit 1860 als „Politische Erinnerungsorte“ aus dem Jahr 2013 ist die Straße aufgrund Richard Wagners Antisemitismus den Sonderfällen zugeordnet.[1]
- Rohrergasse (Ottakring), 1917 benannt nach Johann Rohrer (1715–1788), Pfarrer von Ottakring. Die Gasse hieß zuvor Sträußlegasse.
- Rolandweg (Ottakring), 1970 benannt nach der Schauspielerin Ida Roland (eigentlich Ida Klausner, 1881–1951); ihre schauspielerische Karriere begann am Stadttheater in Innsbruck. Von 1924 bis 1927 zählte sie zum Ensemble am Wiener Burgtheater. Zwischen 1927 und 1929 trat sie verschiedentlich im Theater in der Josefstadt auf, kehrte jedoch 1935 und 1937 wieder an das Burgtheater zurück. Die Rolandgasse im 22. Bezirk Donaustadt ist ebenfalls nach ihr benannt.
- Römergasse (Ottakring), 1875 benannt zur Erinnerung an die Römerzeit Wiens.
- Rosa-Luxemburg-Gasse (Ottakring), 1927 benannt nach der Politikerin Rosa Luxemburg (eigentlich Rozalia Luksenburg, 1871–1919); sie gründete 1914 die „Gruppe Internationale“ und leitete mit Karl Liebknecht den daraus hervorgegangenen Spartakusbund. Als politische Autorin verfasste sie zahlreiche zeitkritische Aufsätze und ökonomische Analysen und fungierte als Herausgeberin der Zeitung Die Rote Fahne. 1918/19 gehörte sie zu den Gründungsmitgliedern der KPD, deren Programm sie hauptsächlich verfasste. Nach der Niederschlagung des Spartakusaufstands wurde sie wie Karl Liebknecht in Berlin von rechtsradikalen Freikorps-Soldaten ermordet. Siehe auch Liebknechtgasse. Die Gasse hieß 1934–1945 Domaniggasse.
- Roseggergasse (Ottakring), 1887 benannt nach dem Schriftsteller Peter Rosegger (eigentlich Roßegger, 1843–1918); mit seinen Dorfgeschichten und ethnographischen Skizzen, unter anderem „Sittenbilder aus dem steirischen Oberlande“ (1870) und „Waldheimat“ (1877, bis 1916 auf 4 Bände erweitert), erlangte er große Popularität. Eine Auswahl für die Jugend unter dem Titel „Als ich noch der Waldbauernbub war“ (3 Bände, 1899–1902) wurde zu einem der größten Bucherfolge der Zeit. Rosegger war mit dem Verleger Ludwig Staackmann befreundet, der sein gesamtes literarisches Werk herausgab. Siehe die Staackmanngasse im 21. Bezirk Floridsdorf. Die Gasse hieß zuvor Kirchengasse.
- Rosenackerstraße (Ottakring), 1912 benannt nach einem Flurnamen, der schon 1352 urkundlich erwähnt wurde.
- Rosensteingasse (Ottakring), 1894 benannt nach Leopold Häckl Reichsritter von Rosenstein zu Peschwitz († 1832), Herr und Landmann in Böhmen, Grundbesitzer in Hernals; er vermachte seinen Besitz der Gemeinde Hernals.[32]
- Roterdstraße (Ottakring), 1892 benannt nach einem Flurnamen, der bereits 1305 als An der roten Erd urkundlich erwähnt wurde und sich wohl auf die Farbe des Bodens bezog. Die Straße besteht aus drei nicht zusammenhängenden Teilen; bis 1936 war die heutige Heiderichstraße ein weiterer, ebenfalls getrennter Teil.
- Rückertgasse (Ottakring), 1894 benannt nach dem deutschen Dichter, Übersetzer und Orientalisten Friedrich Rückert (1788–1866), Professor der orientalischen Sprachen und Literatur in Erlangen (ab 1826). Er beherrschte 44 Sprachen, aus denen er übersetzte, bzw. die er lehrte und sprachwissenschaftlich erforschte. 1918–1919 hielt er sich in Wien auf, wo er bei Professor Hammer-Purgstall Persisch lernte. Siehe die Hammer-Purgstall-Gasse im 2. Bezirk Leopoldstadt. Rückert schrieb zahlreiche Gedichte, von denen viele vertont wurden, unter anderem von Franz Schubert, Robert Schumann, Clara Schumann, Johannes Brahms, Carl Loewe, Heinrich Kaspar Schmid und Richard Strauss. Sehr bekannt ist die Vertonung der Kindertotenlieder und der Fünf Rückertlieder durch Gustav Mahler. Die Gasse hieß zuvor Schulgasse.
- Rumplerweg (Ottakring), 1936 benannt nach dem Genremaler Franz Rumpler (1848–1922), Professor an der k.k. Akademie der bildenden Künste (ab 1886). Bei ihm studierten zahlreiche Maler wie Anton Burtscher, Josef Floch, Wilhelm Victor Krausz, Koloman Moser, Alois Penz, Josef Stoitzner, Viktor Tischler oder Karl Tucek. Im Jahr 1897 fand seine größte Ausstellung mit 230 Werken statt.

## S

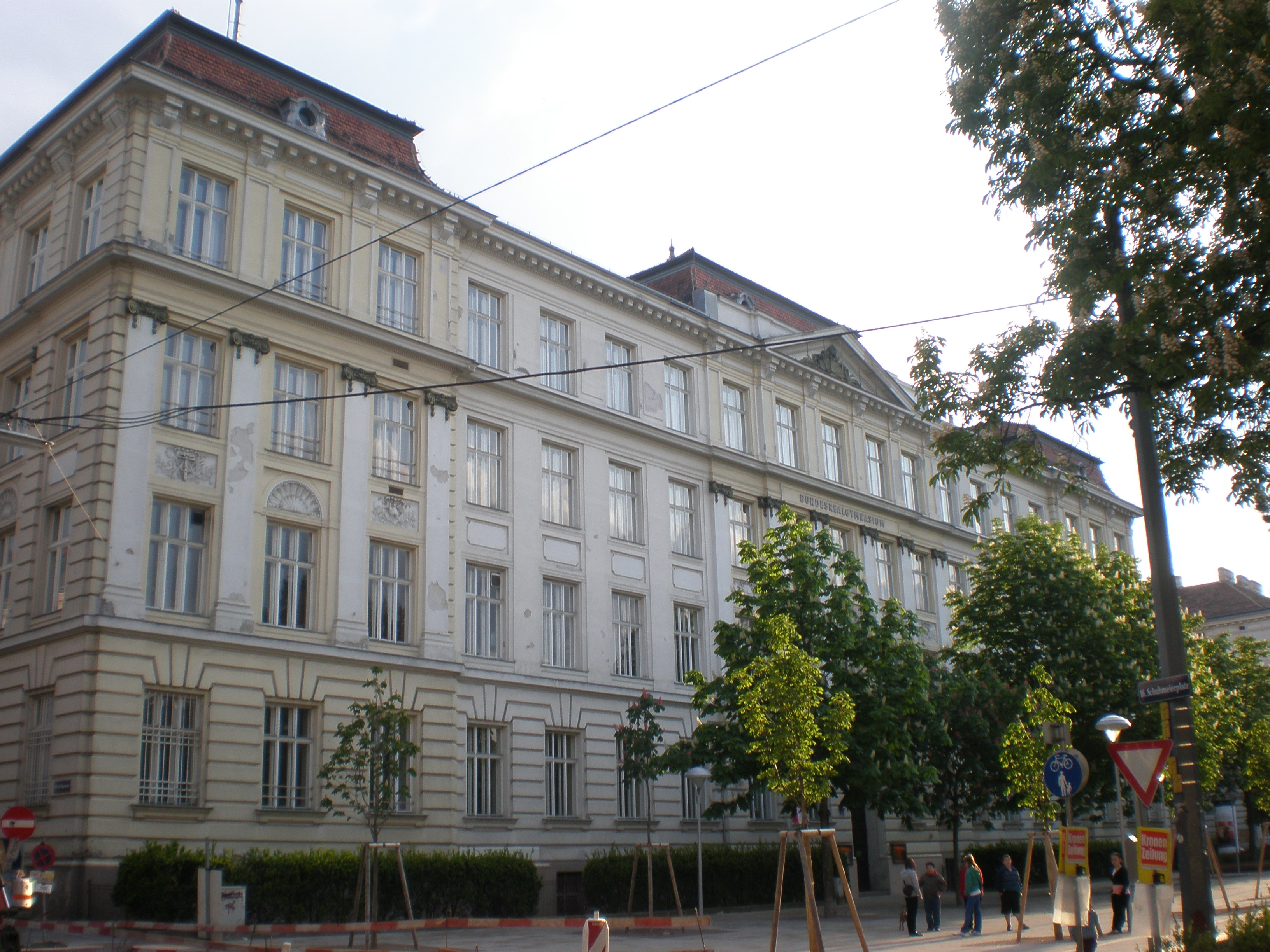
Bundesrealgymnasium Schuhmeierplatz

- Sandleitengasse (Ottakring), 1894 benannt nach einem Flurnamen. Als Leite bezeichnete man einen recht steilen Berghang; bis 1880 gab es hier ein Sandgewinnungslager. Die Gasse hieß vorher Dornbacher Straße.
- Sautergasse (Ottakring), 1876 benannt nach dem Dichter Ferdinand Sauter (1804–1854), im Hauptberuf Polizzenschreiber bei der „Niederösterreichischen Assekuranz-Versicherungs-Gesellschaft“. Mit seinen politischen, volksliedhaften, meist von Schwermut getragenen Gedichten machte er sich als Dichter-Bohemien des Wiener Vormärz einen Namen. Er gehörte zum Kreis um Nikolaus Lenau und Adalbert Stifter. Sauter erlangte als Volksdichter der einfachen Leute in den Wiener Vororten Hernals und Neulerchenfeld eine außergewöhnliche Berühmtheit. Er verfiel in Neulerchenfelder Wirtshäusern dem Alkohol und starb schließlich an Cholera. Die Gasse hieß ursprünglich Rosenhügelgasse, dann Zeillergasse.
- Savoyenstraße (Ottakring), 1897 benannt nach der deutschen Prinzessin Maria Christina Albertina Carolina von Sachsen (1779–1851), verwitwete Herzogin von Savoyen; sie zog 1824 gemeinsam mit ihrem zweiten Mann Jules Maximilien Thibault de Montléart (1787–1865) nach Wien und erwarb ein Anwesen am Gallitzinberg. Ihr Sohn, Moritz Fürst Montléart († 1887), schenkte den Besitz seiner Gattin Wilhelmine (1820–1895). Siehe auch die Curlandgasse in Hernals sowie den Wilhelminenberg, die Wilhelminenstraße und die Montleartstraße in Ottakring. Die Straße hieß vorher Plankengasse.
- Scariaweg (Ottakring), 1936 benannt nach dem Opernsänger Emil Scaria (1840–1886); nach schwierigen Anfängen kam er 1873 an die k.k. Hofoper, deren Mitglied er bis zu seinem Tod blieb. Daneben sang er auch auf Tourneen und bei den Bayreuther Festspielen. Scaria galt als idealer Wagner-Interpret, wobei er vor allem als Gurnemanz im Parsifal brillierte.[33] Siehe auch Demuthgasse, Dustmannweg, Maternaweg, Richard-Wagner-Platz und Schmedesweg.
- Schellhammergasse (Ottakring), 1894 benannt nach Oberleutnant Franz Edler von Schellhammer (1775–1831); er besaß ein Anwesen („Schellhammerhof“), aus dem später das „Yppensche Invalidenhaus“ wurde; siehe die Yppengasse und den Yppenplatz. Die Gasse hieß zuvor Laudongasse.
- Schinnaglgasse (Neulerchenfeld), 1873 benannt nach dem Geistlichen Maurus Schinnagl (1800–1871), Priester und Religionslehrer in Neulerchenfeld.
- Schmedesweg (Ottakring), 1936 benannt nach dem dänischen Opernsänger Erik Schmedes (1868–1931); er kam 1898 als Heldentenor an die k.k. Hofoper und sang von 1899 bis 1906 auch bei den Bayreuther Festspielen. Obwohl er in erster Linie Rollen aus dem Wagner-Repertoire sang, war Schmedes auch ein bewunderter Interpret von Florestan in Beethovens Fidelio. Während seiner Laufbahn hat er in 1.130 Aufführungen und 42 Rollen gesungen. Siehe auch Demuthgasse, Dustmannweg, Maternaweg, Richard-Wagner-Platz und Scariaweg.
- Schrekergasse (Ottakring), 1936 benannt nach dem Komponisten Franz Schreker (eigentlich Schrecker, 1878–1934); in den 1920er Jahren galt er als einer der größten Opernkomponisten in Deutschland nach Wagner; seine Opern erreichten zeitweise höhere Aufführungszahlen als jene von Richard Strauss. Wie dieser ist Schreker ein Spätromantiker; zugleich weist seine musikalische Sprache expressionistische Elemente auf. Die Franz-Schreker-Gasse im 10. Bezirk Favoriten ist ebenfalls nach ihm benannt.
- Schuhmeierplatz (Ottakring), 1920 benannt nach dem Politiker Franz Schuhmeier (1864–1913), Mitbegründer der sozialdemokratischen Bewegung in Österreich. Gemeinsam mit dem späteren Wiener Bürgermeister Jakob Reumann war er der erste sozialdemokratische Gemeinderat Wiens (ab 1900); siehe den Reumannplatz im 10. Bezirk Favoriten. Schuhmeier widmete sich der Sozial- und Bildungspolitik, dem Wohnungswesen und dem Kampf für das allgemeine Wahlrecht; er forderte den Bau von Wohnhäusern und Volksbädern sowie den Ausbau der Fürsorge. Gemeinsam mit dem Historiker Ludo Hartmann baute er die erste Volkshochschule, das Volksheim Ottakring auf; siehe Ludo-Hartmann-Platz. 1913 wurde Schuhmeier ermordet. Der Schuhmeierhof in Ottakring und die Franz-Schuhmeier-Gasse im 23. Bezirk Liesing sind ebenfalls nach ihm benannt. Der Platz hieß zuvor Habsburgplatz. Im Historikerbericht Straßennamen Wiens seit 1860 als „Politische Erinnerungsorte“ aus dem Jahr 2013 ist die Straße Gruppe C (demokratiepolitisch relevante biographische Lücken) zugeordnet.[1]
- Seeböckgasse (Ottakring), 1883 benannt nach Anton Seeböck (1801–1841), Ortsrichter von Ottakring. Die Gasse hieß zuvor Stiftgasse.
- Seitenberggasse (Ottakring), 1872 benannt nach dem Arzt Jakob Seitenberg (1814–1887), Gemeinderat in Ottakring.
- Sonnenthalgasse (Ottakring), 1920 benannt nach dem Schauspieler Adolf von Sonnenthal (1834–1909); er kam 1856 ans Burgtheater und wurde schon nach drei Jahren auf Lebenszeit engagiert. Er galt als bester Konversationsschauspieler in Salonlustspielen, war aber auch als Helden- und Charakterdarsteller äußerst erfolgreich. Die Gasse hieß von 1938 bis 1947 Ekhofgasse.
- Speckbachergasse (Ottakring), 1894 benannt nach dem Gelegenheitsarbeiter Josef Speckbacher (1767–1820); im Rahmen des Tiroler Volksaufstands kämpfte er in den Jahren 1800 und 1805 gegen die französischen Truppen und nahm 1809 an der Seite Andreas Hofers an den drei Schlachten am Bergisel teil. Nach der Niederschlagung des Aufstands hielt er sich von 1810 bis 1814 in Wien auf. Ihm zu Ehren wurden unter anderem in Kufstein, Wörgl, St. Johann in Tirol sowie im Innsbrucker Stadtteil Wilten Straßen benannt. Auch eine Kaserne in Hall in Tirol trägt seinen Namen. Siehe auch die Andreas-Hofer-Straße und den Haspingerplatz im 21. Bezirk Floridsdorf, die Ennemosergasse im 22. Bezirk Donaustadt, die Haugerstraße im 11. Bezirk Simmering und die Sandwirtgasse im 6. Bezirk Mariahilf. Die Gasse hieß zuvor Hofergasse.
- Spiegelgrundstraße (Ottakring), 1910 benannt nach einem alten Flurnamen. Die Straße führt vom Flötzersteig an der Bezirksgrenze 14/16 zum Otto-Wagner-Spital an der Baumgartner Höhe und hieß vorher Am Spiegelgrund. So war in der NS-Zeit eine Kinder-Euthanasieklinik in diesem Spital benannt, an deren mörderische Tätigkeit seit 2003 ein Euthanasie-Mahnmal auf dem Spitalsgelände erinnert.
- Spindeleggergasse (Ottakring), 1887 benannt nach Simon Spindelegger (1812–1867); er stellte der Gemeinde Grundstücke für die Anlage dieser Gasse zur Verfügung.
- Spinozagasse (Ottakring), 1933 benannt nach dem niederländischen Philosophen Baruch de Spinoza (1632–1677); er wird dem Rationalismus zugeordnet und gilt als einer der Begründer der modernen historisch-kritischen Bibelforschung. Zu seinen Hauptwerken zählt der „Tractatus theologico-politicus“ (1670). Die Gasse hieß 1938–1947 Eckermanngasse.
- Sporckplatz (Ottakring), 1913 benannt nach dem General Johann von Sporck; er diente unter General Raimondo Montecuccoli gegen die Schweden. Dann kämpfte er in Ungarn mit Montecuccoli gegen die Türken und hatte mit seinen Reiter-Regimentern den wesentlichen Anteil am Sieg in der Schlacht bei Mogersdorf (1664). Zum Lohn wurde er zum Reichsgrafen und zum General über die gesamte Kavallerie ernannt. Siehe auch den Montecuccoliplatz im 13. Bezirk Hietzing und die St.-Gotthard-Straße im 14. Bezirk Penzing. Der Platz war vorher Teil der Schanzstraße bzw. der Wienerstraße.
- Sprengersteig (Ottakring), 1953 benannt nach dem Architekten Paul Wilhelm Eduard Sprenger (1798–1854); er war ab 1842 Leiter des Hofbauamtes. In dieser Funktion führte bei öffentlichen Bauaufträgen kein Weg an ihm vorbei und er wurde folgerichtig mit allen größeren Bauaufträgen betraut. Von anderen Architekten, besonders der jüngeren Generation, wurde er bald mit dem verhassten Bürokratismus dieses Amtes in Verbindung gebracht und man nannte ihn den „Metternich der Architektur“.
- Starchantgasse (Ottakring), 1897 benannt nach Starchant von Ottakring (Lebensdaten unbekannt), von 1301 bis 1339 Besitzer des Ottakringer Freihofes.
- Starkenburggasse (Ottakring), 1913 benannt nach Georg Ignaz Montfort, Edler von Starkenburg († 1760), Reichstaxamtsgegenhändler[34], von 1753 bis 1760 Besitzer des Ottakringer Freihofes.
- Steinbruchstraße (Ottakring), 1881 benannt; die Straße führte zu einem ehemaligen Ottakringer Steinbruch.
- Steinlegasse (Ottakring), 1938 benannt nach dem Maler Edward von Steinle (1810–1886); er wurde in Wien geboren, wirkte aber in Deutschland. Er schuf eine große Anzahl von meist religiösen Staffeleibildern, aber auch Porträts und romantisch gehaltene Genrebilder; ferner viele Zeichnungen und Aquarelle, teils religiösen Inhalts, teils nach Dichtungen von William Shakespeare und anderen. Die Gasse hieß ursprünglich Finsenstraße und von 1918 bis 1938 Eduard-Lang-Gasse.
- Steinmüllergasse (Ottakring), 1927 benannt nach dem Steinmetz Rudolf Müller (1869–1926), genannt „Steinmüller“, Gemeinderat (1919–1926).
- Stillfriedplatz (Ottakring), 1883 benannt zur Erinnerung an die Schlacht bei Dürnkrut und Jedenspeigen (1278), nahe der Ortschaft Stillfried; sie gilt als eine der größten Ritterschlachten Europas. Rudolf I. von Habsburg, der 1273 zum deutschen König gewählt worden war, stellte sich hier erfolgreich Ottokar II. entgegen und legte so den Grundstein für die Dynastie der Habsburger im Bereich des heutigen Österreich.
- Stöberplatz (Ottakring), 1914 benannt nach dem Geistlichen Johann Stöber (1853–1913), Pfarrer von Hernals.
- Sulmgasse (Ottakring), 1868 benannt nach Adam Sulm († 1874); er stellte der Gemeinde Grundstücke für die Anlage dieser Gasse zur Verfügung.

## T

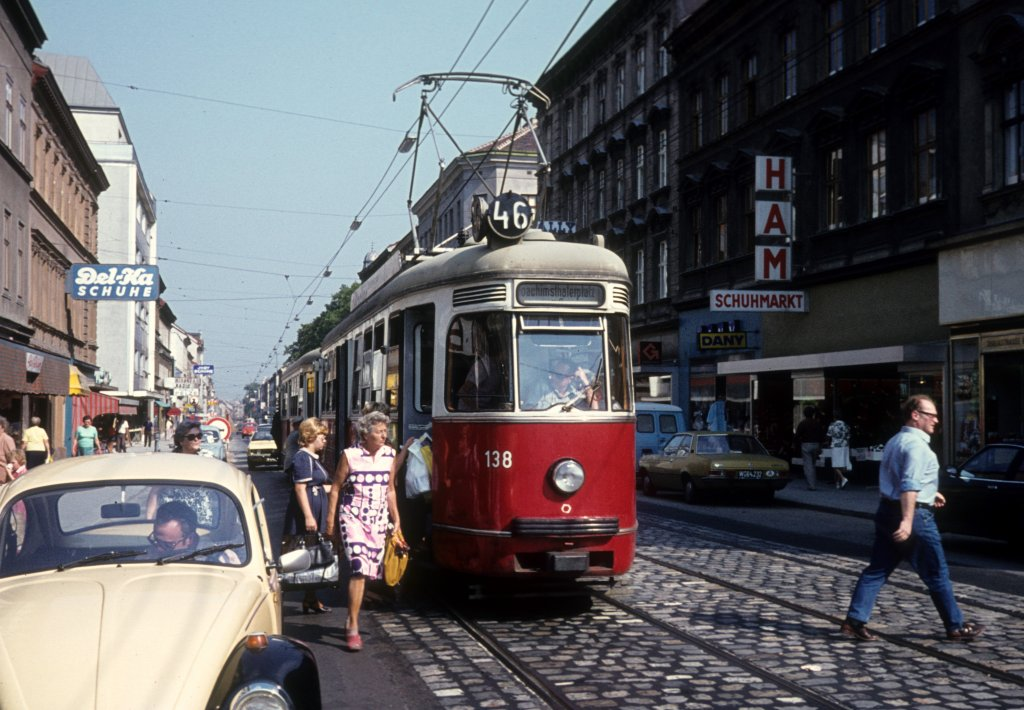
Thaliastraße im Jahr 1977

- Thalhaimergasse (Ottakring), 1897 benannt nach dem Geistlichen Ottokar Gregor Thalhaimer (auch Talhaimer, Lebensdaten unbekannt), um 1484 Pfarrer von Ottakring.
- Thaliastraße (Neulerchenfeld, Ottakring), 1894 benannt nach dem ehemaligen Thaliatheater (1856–1870) in Neulerchenfeld. Namensgebend für das Theater war Thalia, die griechische Muse der komischen Dichtung und der Unterhaltung. Ein Höhepunkt des Theaters war die Wiener Erstaufführung der Oper „Tannhäuser“ von Richard Wagner im Jahr 1857; siehe auch den Richard-Wagner-Platz in Ottakring und den Tannhäuserplatz im 15. Bezirk Rudolfsheim-Fünfhaus. Die Straße war zuvor zentrumsfernerer Teil der Lerchenfelder Straße.
- Theodor-Storm-Weg (Ottakring), 1927 benannt nach dem deutschen Juristen und Schriftsteller Theodor Storm (1817–1888); er gilt als bedeutender Vertreter des „bürgerlichen“ bzw. deutschen Realismus mit norddeutscher Prägung, wobei neben seinen Gedichten besonders seine Novellen seinen Ruhm begründeten. Zahlreiche seiner Werke werden heute noch aufgelegt. Die Novelle Der Schimmelreiter wird noch immer häufig als Lektüre im Deutschunterricht verwendet.
- Traunergasse (Ottakring), 1899 benannt nach Hans Trauner (1583–1664), Ortsrichter von Ottakring (1648–1650).

## V
- Veronikagasse (Ottakring), benannt (Datum unbekannt) nach einer Bildsäule der hl. Veronika, die von 1722 bis 1842 auf freiem Felde auf dem Weg von Altlerchenfeld nach Hernals stand; noch heute steht eine Veronikastatue in einer Nische des Häuserblocks Ecke Veronikagasse – Ottakringer Straße.
- Vilicusweg (Ottakring), 1970 benannt nach dem Geistlichen Johann Vilicus (Lebensdaten unbekannt), um 1380 Pfarrer von Ottakring.
- Vogeltenngasse (Ottakring), 1897 benannt nach einem Flurnamen; als „Tenne“ bezeichnete man einen Sammelplatz, in diesem Fall wohl für Vögel.

## W
- Waidäckergasse (Ottakring), 1905 benannt nach einem alten Flurnamen, der schon 1366 erwähnt wurde.
- Wanriglgasse (Ottakring), 1897 benannt nach einem Flurnamen; als „Wanriegl“ bezeichnete man einen unwegsamen, steil ansteigenden Berghang.
- Wattgasse (Ottakring), 1884 benannt nach dem schottischen Erfinder James Watt (1736–1819); er verbesserte den Wirkungsgrad von Dampfmaschinen durch Verlagerung des Kondensationsprozesses aus dem Zylinder in einen separaten Kondensator. Die physikalische Einheit Watt für die Leistung bzw. den Wärmestrom ist nach ihm benannt und ersetzt die „Pferdestärke“. Die Gasse hieß zuvor Sterngasse.
- Weinheimergasse (Ottakring), 1899 benannt nach Lorenz Weinheimer (1820–1885), Gemeinderat und Mitbegründer des Ottakringer Kirchenbauvereins.
- Weiskerngasse (Ottakring), 1919 benannt nach dem Schauspieler, Schriftsteller und Topographen Friedrich Wilhelm Weiskern (1711–1768); er kam 1734 nach Wien und spielte ab 1735 am Kärntnertortheater. Daneben widmete er sich sprach- und literaturwissenschaftlichen Studien, schrieb Lustspiele, Libretti und rund 140 Burlesken. Außerdem beschäftigte sich Weiskern mit Landeskunde; er verfasste unter anderem die „Topographie von Niederösterreich“ (3 Bände, 1769–1770).[35][36]
- Wendgasse (Ottakring), 1883 benannt nach Josef Wend (1807–1878), Gemeinderat in Ottakring. Die Gasse hieß zuvor Gasgasse.
- Wernhardtstraße (Ottakring), 1899 benannt nach Wernhardt (Lebensdaten unbekannt), dem ersten urkundlich erwähnten Weingartenbesitzer in Breitensee (um 1330).
- Weyprechtgasse (Ottakring), 1874 benannt nach dem Marineoffizier und Polarforscher Carl Weyprecht (1838–1881); gemeinsam mit Julius Payer leitete er 1872–1874 die große Österreichisch-Ungarische Nordpolexpedition, die volkstümlich unter dem Namen „Payer-Weyprecht-Expedition“ bekannt ist. Sie führte zur Wiederentdeckung des „Rönnebeck-Landes“ und zu seiner Umbenennung in Franz-Josef-Land. Bei der Namensgebung der Vega-Payer-Weyprecht-Kaserne im 14. Bezirk, Penzing, wurde ebenfalls seiner gedacht. Ein Gebirgszug in Ostantarktika trägt den Namen Weyprechtberge. Siehe auch die Payergasse in Ottakring, die Julius-Payer-Gasse im 22. Bezirk Donaustadt und die Nordpolstraße im 2. Bezirk Leopoldstadt.
- Wichtelgasse (Ottakring), 1868 benannt nach Benedikt Wichtel (1808–1868); er trat der Gemeinde den Grund für den Bau der Gasse ab. Die Gasse hieß im 16. Bezirk zuvor teilweise Johannesgasse.
- Wiesberggasse (Ottakring), 1913 benannt nach dem volkstümlichen Schriftsteller und Sänger Wilhelm Wiesberg (1850–1896); er spielte in Kinderkomödien im Wiener Theater in der Josefstadt und war Mitarbeiter der Zeitschriften Figaro, Kikeriki, Zeitgeist und Der Floh; daneben war er Volkssänger. Wiesberg verfasste 72 Possen, 30 Soloszenen und mehr als 1.000 Lieder. Dabei arbeitete er oft mit Johann Sioly zusammen; siehe die Siolygasse im 19. Bezirk Döbling. Die Gasse war zuvor zentrumsfernster Teil der Herbststraße, von dieser ist sie seit 1898 durch den Bau der kreuzenden Vorortelinie abgetrennt.
- Wilhelminenstraße (Ottakring), 1872 benannt nach der Fürstin Wilhelmine von Montléart (1820–1895). Moritz von Montléart († 1887) erwarb ein Schloss auf dem Gallitzinberg und schenkte es seiner Frau Wilhelmine. Da seinem Wunsch nach Umbenennung von Gallitzinberg auf Wilhelminenberg amtlicherseits nicht entsprochen wurde, ließ der Fürst an allen Zugängen zum Schloss Tafeln mit der Aufschrift „Wilhelminenberg“ anbringen und erreichte somit eine indirekte Namensänderung (heute: Schloss Wilhelminenberg). Wilhelmine Montléart verteilte nach dem Tod ihres Mannes das Erbe unter ihren Verwandten und half Bedürftigen. Im Jahr 1888 spendete sie 150.000 Gulden (300.000 Kronen) zum Bau des Wilhelminenspitals. Dieses Krankenhaus war bis 2020 nach ihr benannt, ebenso wie der Wilhelminenberg und die Montleartstraße in Ottakring sowie die Curlandgasse und die Wilhelminenstraße in Hernals. Nach ihrer Erzieherin sind der Paulinensteig und die Effingergasse in Ottakring und die Paulinengasse in Währing benannt, nach ihrer Schwiegermutter die Savoyenstraße in Hernals. Die Straße hieß früher Kaiserweg.
- Winterburgergasse (Ottakring), 1920 benannt nach Johann Winterburger († 1519) aus Winterburg; er ist der erste Buchdrucker in Wien, der namentlich nachgewiesen werden kann. Die älteste bisher aufgefundene gedruckte Zeitung, die gereimte „Hofmär aus dem Niederland“, soll aus der Druckerei Winterburgers aus dem Jahr 1488 stammen. Weiters druckte er das „Wiener Heiltumbuch“; es stellt auf 48 Seiten ein Verzeichnis aller damals im Domschatz von St. Stephan aufbewahrten Reliquien dar. Die Gasse war zuvor Teil der Roterdstraße.
- Winterleitengasse (Ottakring), 1897 benannt nach einem alten Flurnamen. „Leite“ bezeichnet einen recht steilen Berghang, der früher als Weide für Schafe oder Ziegen genutzt wurde und seit längerer Zeit brach liegt.
- Woborilweg (Ottakring), 1993 benannt nach dem Beamten Heinrich Woboril (1894–1955); er war 1945 Mitbegründer des ÖAAB und später Direktor der Wiener Gebietskrankenkasse.
- Wögingergasse (Ottakring), 1884 benannt nach Severin Wöginger (1804–1876), Gemeinderat in Ottakring (1864–1870).
- Wurlitzergasse (Ottakring), benannt (Datum unbekannt) nach Paul Wurlitzer (1784–1857); er eröffnete 1852 die Gasse, und – nach jahrelangem Streit mit Matthias Gansterer – in einem Nebengebäude seines Wirtschaftshofes das erste Kaffeehaus in Ottakring; siehe auch Gansterergasse.

## Y

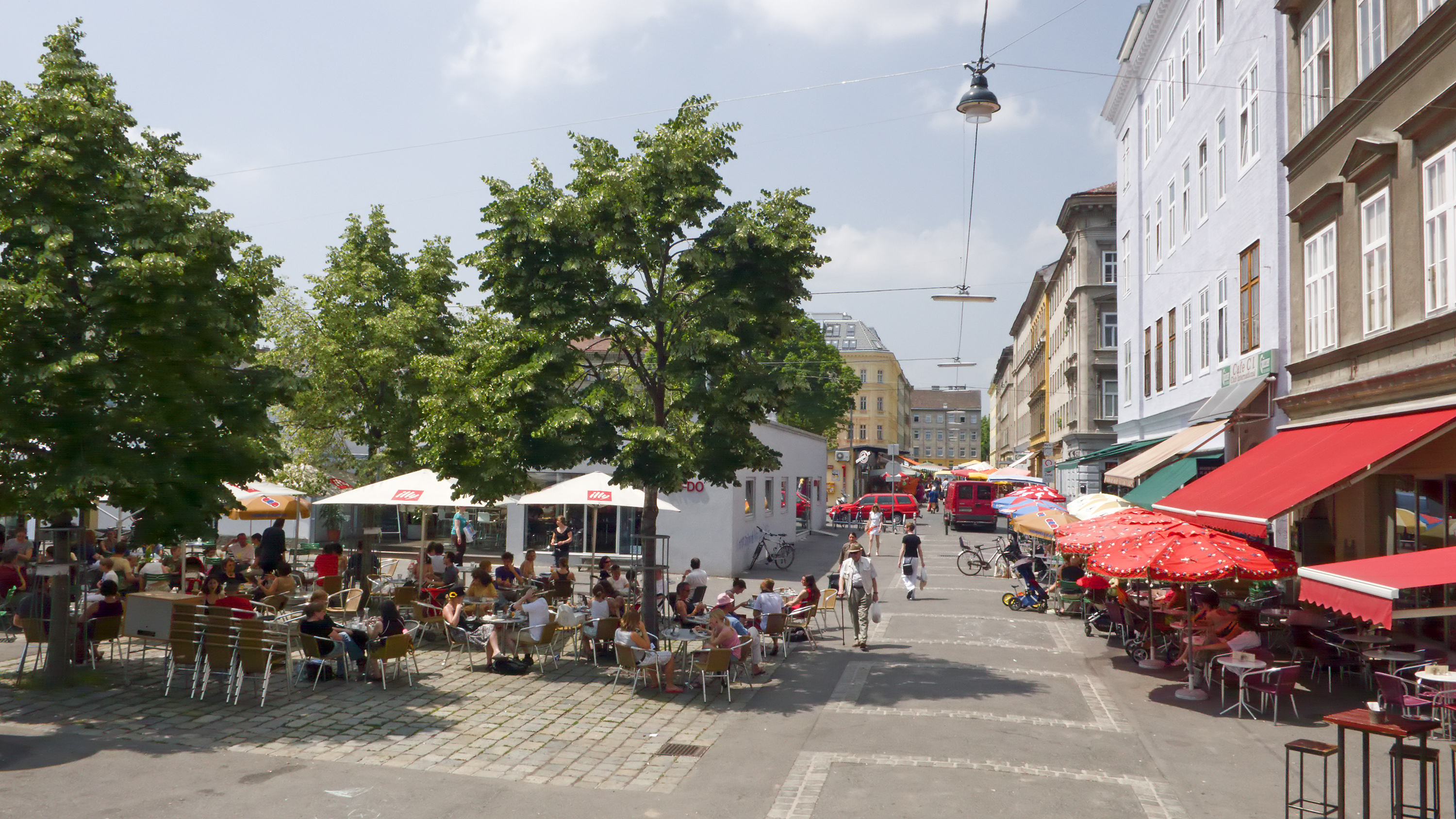
Yppenplatz

- Yppengasse (Ottakring), 1875 benannt; siehe Yppenplatz.
- Yppenplatz (Ottakring), 1875 benannt nach dem Offizier Simon van Yppen (1698–1770), Oberst im österreichisch-niederländischen Militärkontingent; er erwarb hier ein Anwesen, den „Schellhammerhof“, samt Grundbesitz; siehe die Schellhammergasse. Auf einem Teil des Grundstücks wurde ein Invalidenhaus („Yppenheim“) errichtet, der Rest des Grundstücks diente bis 1848 als Exerzierplatz. Auf Anordnung des Kriegsministeriums wurde auf diesem Areal ein Park angelegt und auf Wunsch des Invalidenfonds Yppenplatz genannt. 1876 wich das Yppenheim einem Neubau; es ist heute ein Wohnhaus für Angehörige des Bundesheeres.[37]

## Z
- Zagorskigasse (Ottakring), 1913 benannt nach dem Baumeister Anton Adolf Ritter von Zagorski (1838–1902), Gemeinderat (1891–1893) und letzter Bürgermeister von Ottakring (1882–1891).
- Zeillergasse (Ottakring), 1894 benannt nach dem Juristen Franz von Zeiller (1751–1828); Professor an der Universität Wien (ab 1782), Rektor (1803–1807). Er gilt als der Schöpfer des Allgemeinen Bürgerlichen Gesetzbuches von 1811. Trotz etlicher Novellierungen ist dies nach wie vor die Grundlage des österreichischen Zivilrechtssystems und damit neben dem französischen Code civil die älteste noch in Kraft stehende, von vernunftrechtlichen Gedanken geprägte Zivilrechtskodifikation. Zeiller war auch der Referent des 1. Teils des Strafgesetzbuchs von 1803. Die Gasse hieß vorher Schwarzenberggasse und Rosenhügelstraße.
- Zeißberggasse (Ottakring), 1914 benannt nach dem Historiker und Bibliothekar Heinrich von Zeißberg (1839–1899), Professor für österreichische Geschichte an der Universität Wien (ab 1872), Leiter des Instituts für Österreichische Geschichtsforschung (1891–1896), Direktor der kaiserlichen Hofbibliothek (1896–1899). Er arbeitete unter anderem zur österreichischen Geschichte und war Redakteur des monumentalen Kronprinzenwerkes (24 Bände, 1886–1902).
- Zennergasse (Ottakring), 1971 benannt nach Adolf Zenner (1893–1970), Bezirksrat (1946–1969, SPÖ), Obmann sozialistischer Vereinigungen.
- Zöchbauerstraße (Ottakring), 1899 benannt nach Josef Zöchbauer (1797–1856), erster Bürgermeister und letzter Ortsrichter von Breitensee.
- Zwinzstraße (Ottakring), 1899 benannt nach Ignaz Zwinz (1825–1893), Gemeinderat in Breitensee.

## Historische Straßennamen
- Adtlgasse: siehe Johannes-Krawarik-Gasse
- Albertsgeräut: siehe Albrechtskreithgasse
- Am Exerzierplatz: siehe Friedmanngasse
- Am Liebhartsgraben: siehe Bachgasse
- Am Linienwall: siehe Lerchenfelder Gürtel
- Am Spiegelgrund: siehe Spiegelgrundstraße
- Annagasse: siehe Hellgasse
- Anzengruberplatz: siehe Musilplatz
- Auf der Schanze: siehe Deinhardsteingasse
- Auf der Schottenwiese: siehe Pschorngasse
- Bebelplatz: siehe Familienplatz
- Bernardgasse: siehe Hasnerstraße
- Breitenseer Straße: siehe Enenkelstraße
- Burggasse: siehe Gablenzgasse
- Domaniggasse: siehe Rosa-Luxemburg-Gasse
- Dornbacher Straße: siehe Sandleitengasse
- Dürauergasse: siehe Liebknechtgasse
- Eberhartergasse: siehe Liebknechtgasse
- Eduard-Lang-Gasse: siehe Steinlegasse
- Eisnergasse: siehe Neulerchenfelder Straße
- Elisabethgasse: siehe Brunnengasse
- Engerthgasse: siehe Haymerlegasse
- Feldgasse: siehe Gaullachergasse
- Feldweg: siehe Abelegasse
- Finsenstraße: siehe Steinlegasse
- Gablenzgasse: siehe Hasnerstraße
- Gärtnergasse: siehe Grundsteingasse
- Gasgasse: siehe Wendgasse
- Goetheplatz: siehe Richard-Wagner-Platz
- Große Sackgasse: siehe Haslingergasse
- Gürtelstraße: siehe Lerchenfelder Gürtel
- Haberlplatz: siehe Ludo-Hartmann-Platz
- Habsburgplatz: siehe Schuhmeierplatz
- Hauptstraße: siehe Ottakringer Straße
- Hauslabgasse: siehe Koppstraße
- Herbststraße: siehe Wiesberggasse
- Heugassel: siehe Paltaufgasse
- Hofergasse: siehe Speckbachergasse
- Hütteldorfer Straße: siehe Flötzersteig
- Johannesgasse: siehe Wichtelgasse
- Josefigasse: siehe Lambertgasse
- Kaiserweg: siehe Wilhelminenstraße
- Kernstockplatz: siehe Familienplatz
- Kirchengasse: siehe Johannes-Krawarik-Gasse, Kirchstetterngasse und Roseggergasse
- Kleine Sackgasse: siehe Haslingergasse
- Koflergasse: siehe Herbststraße
- Koflerpark: siehe Ludo-Hartmann-Platz
- Koflerplatz: siehe Ludo-Hartmann-Platz
- Koppstraße: siehe Rankgasse
- Krebsgasse: siehe Bertoligasse
- Krongasse: siehe Eckmüllnergasse
- Lange Gasse: siehe Friedrich-Kaiser-Gasse
- Laudongasse: siehe Schellhammergasse
- Leopoldigasse: siehe Eisnergasse
- Lessinggasse: siehe Klopstockgasse
- Liebhartsruhe: siehe Katharinenruhe
- Löwengasse: siehe Lindauergasse
- Marc-Aurel-Gasse: siehe Gablenzgasse
- Marc-Aurel-Straße: siehe Herbststraße
- Marktplatz: siehe Johann-Nepomuk-Berger-Platz
- Maulpertschplatz: siehe Matteottiplatz
- Mittlere Gasse: siehe Neulerchenfelder Straße
- Mittlere Hauptstraße: siehe Neulerchenfelder Straße
- Montléartgasse: siehe Effingergasse
- Nadenweg: siehe Gallitzinstraße
- Nauseagasse: siehe Julius-Meinl-Gasse
- Neulerchenfelder Hauptstraße: siehe Neulerchenfelder Straße
- Neumayrplatz: siehe Hofferplatz
- Neustiftgasse: siehe Koppstraße
- Obere Gasse: siehe Gaullachergasse
- Obere Hauptgasse: siehe Gaullachergasse
- Obere Zwerchgasse: siehe Kirchstetterngasse
- Oberwiedengasse: siehe Oberwiedenstraße
- Ottakringer Hauptstraße: siehe Ottakringer Straße
- Ottakringer Straße: siehe Güpferlingstraße
- Pelikangasse: siehe Lerchenfelder Gürtel
- Plankengasse: siehe Pelzer Rennweg
- Porteplatz: siehe Lerchenfelder Gürtel
- Quergasse: siehe Friedmanngasse
- Reinhartgasse: siehe Haberlgasse
- Rittergasse: siehe Deinhardsteingasse
- Rosenhügelgasse: siehe Sautergasse
- Rosenweg: siehe Heschweg
- Roterdstraße: siehe Baumeistergasse, Heiderichstraße und Winterburgergasse
- Saillergasse: siehe Lindauergasse
- Schanzstraße: siehe Sporckplatz
- Scheibenplatz: siehe Katharinenruhe
- Schellhammerplatz: siehe Friedmanngasse
- Schottengasse: siehe Redtenbachergasse
- Schubertgasse: siehe Dampfbadgasse
- Schulgasse: siehe Rückertgasse
- Schulgassel: siehe Johannes-Krawarik-Gasse
- Schwarzenberggasse: siehe Zeillergasse
- Stefaniplatz: siehe Familienplatz
- Steinhofstraße: siehe Johann-Staud-Straße
- Sterngasse: siehe Haslingergasse bzw. Wattgasse
- Stiftgasse: siehe Seeböckgasse
- Sträußlegasse: siehe Rohrergasse
- Teufelsmauer: siehe Pelzer Rennweg
- Uniongasse: siehe Kulmgasse
- Untere Gasse: siehe Grundsteingasse
- Untere Hauptstraße: siehe Abelegasse bzw. Grundsteingasse
- Untere Zwerchgasse: siehe Brunnengasse
- Wagnergasse: siehe Arnethgasse bzw. Nödlgasse
- Wienerstraße: siehe Sporckplatz
- Wilhelminenbergstraße: siehe Oberwiedenstraße
- Zeillergasse: siehe Sautergasse
- Zinckgasse: siehe Neumayrgasse

1938–1945
- Adalbert-Schwarz-Gasse: siehe Haymerlegasse
- Domesplatz: siehe Lorenz-Bayer-Platz
- Eckermanngasse: siehe Spinozagasse
- Ekhofgasse: siehe Sonnenthalgasse
- Hans-Schemm-Platz: siehe Ludo-Hartmann-Platz
- Lerchenfelderplatz: siehe Johann-Nepomuk-Berger-Platz
- Plankgasse: siehe Kuffnergasse
- Stallergasse: siehe Gomperzgasse
- Strigelgasse: siehe Demuthgasse